# Колониальный раздел Африки

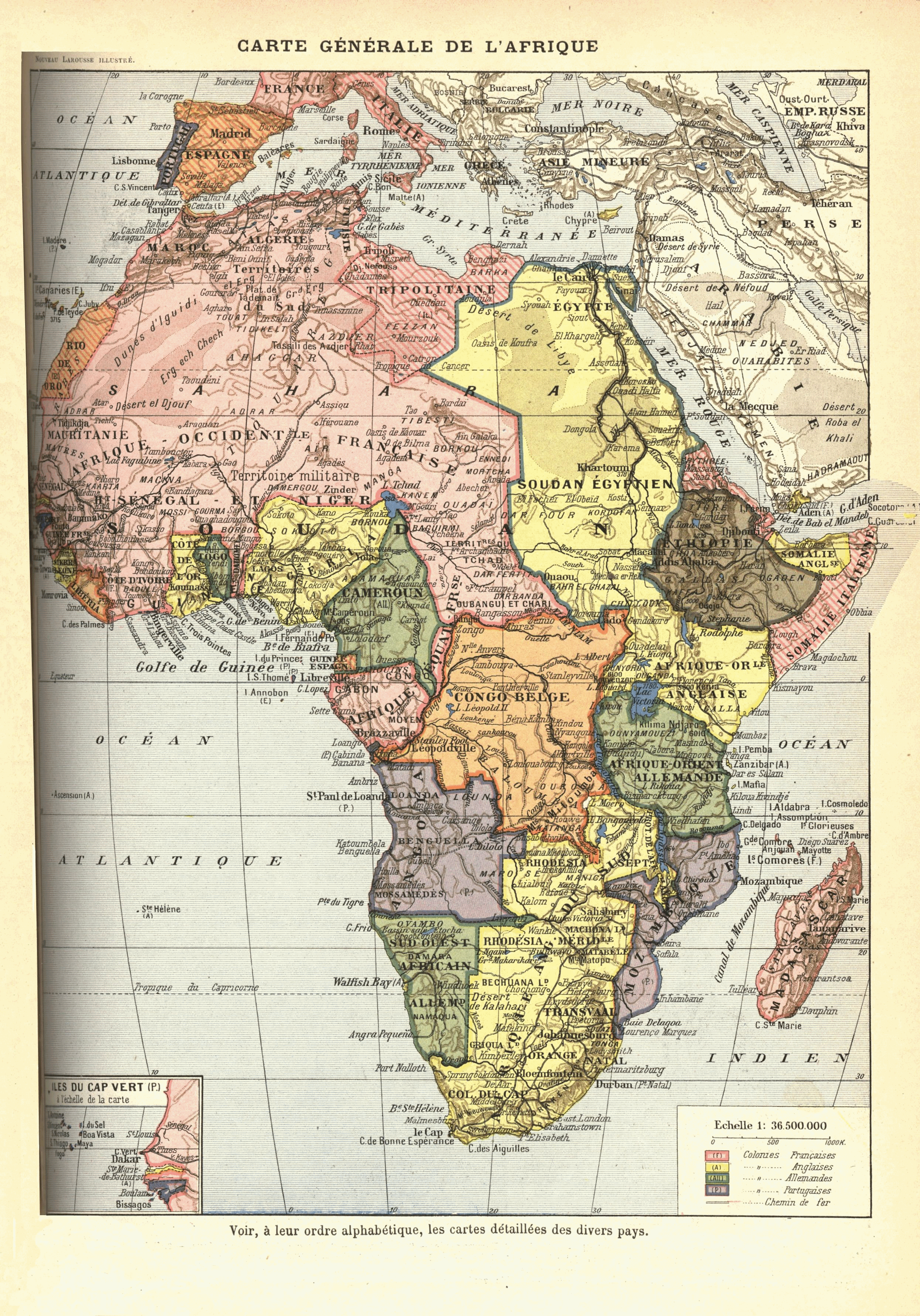
Африка в 1912 году:
,,,,, ', ' владения

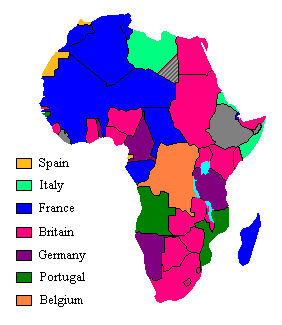
Области Африки, контролируемые европейскими колониальными державами (Бельгийская, Британская, Французская, Немецкая, Итальянская, Португальская и Испанская империи)

Разде́л А́фрики, также гонка за Африку, драка за Африку (англ. Scramble for Africa, фр. Partage de l'Afrique, порт. Partilha de África) — колониальная война между семью западноевропейскими империалистическими державами за раздел континента в течение короткого периода — между 1881 и 1914 годами, в рамках нового империализма. Сопровождался острой конкуренцией за проведение в Африке исследовательских работ и военных операций, в конечном счёте направленных на захват колониальных территорий. У европейских колонизаторов было множество мотивов, в том числе стремление к ценным ресурсам, доступным на всём континенте, укрепление национального авторитета, напряжённость в отношениях между европейскими державами, религиозное миссионерское рвение и внутренняя политика африканских стран. В 1870 году под формальным европейским контролем находилось 10 % территории Африки, а в 1914 году — уже почти 90 % (независимыми остались только Эфиопия и Либерия). Позже Эфиопия будет захвачена и оккупирована Италией в 1936 году.
Берлинская конференция 1884 года, которая регулировала европейскую колонизацию и торговлю в Африке, обычно упоминается как отправная точка «битвы за Африку». Политическое и экономическое соперничество между европейскими империями при разделе Африки в последней четверти XIX века позволяло европейцам избежать прямых войн между собой из-за неё[уточнить]. В последующие годы XIX века произошел переход от «неформального империализма» с помощью военного влияния и экономического господства к прямому правлению, что привело к колониальному империализму.

## Предпосылка

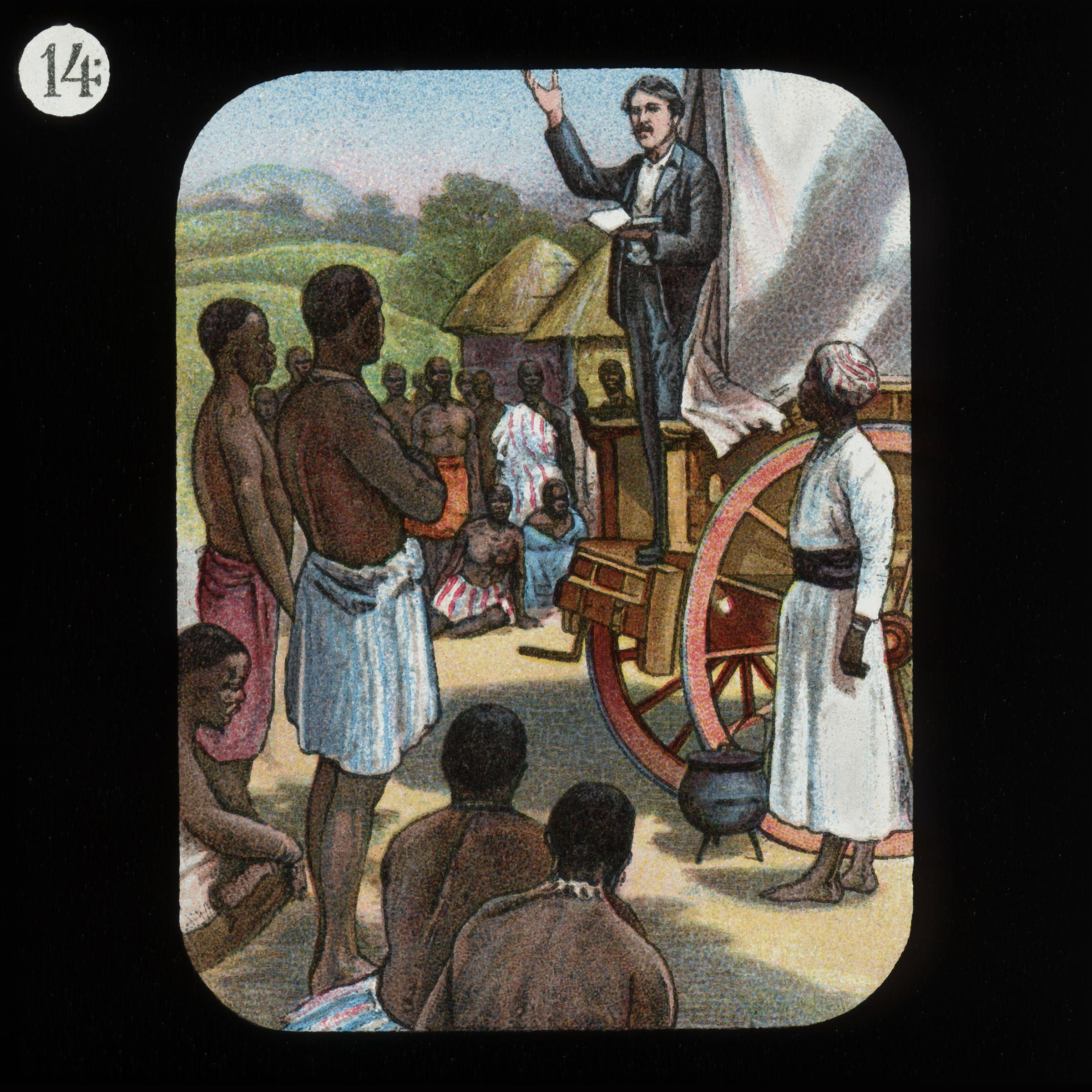
Давид Ливингстон, один из первых исследователей внутренних районов Африки и борец с работорговлей

К 1840 году европейские державы создали небольшие торговые посты вдоль побережья Африки, но они редко перемещались вглубь страны, предпочитая держаться у моря и в основном использовали континент для торговли с местными жителями. Большая часть континента была по существу непригодной для проживания европейцев из-за высокого уровня смертности от тропических болезней, таких как малярия. В середине XIX века европейские исследователи нанесли на карту большую часть Восточной и Центральной Африки.
В 1870-х годах западноевропейские государства контролировали только десять процентов африканского континента, причём все их территории располагались вблизи побережья. Самыми важными владениями были Ангола и Мозамбик, принадлежавшие Португалии; Капская колония, принадлежавшая Великобритании; и Алжир, удерживаемый Францией. К 1914 году только Эфиопия и Либерия оставались независимыми от европейского контроля, а Либерия имела прочные связи с Соединёнными Штатами.
Технологические достижения способствовали внешней экспансии европейцев. Индустриализация привела к быстрому прогрессу в сфере транспорта и связи, особенно в виде пароходов, железных дорог и телеграфов. Медицинские достижения также сыграли важную роль, особенно лекарства от тропических болезней, которые помогли контролировать их неблагоприятные последствия. Разработка хинина — эффективного лекарства от малярии — сделала обширные пространства тропиков более доступными для европейцев.

## Причины

### Африка и мировые рынки

Карта африканских цивилизаций и королевств до европейского колониализма (охватывающая примерно 500 год до н. э. — 1500 год)

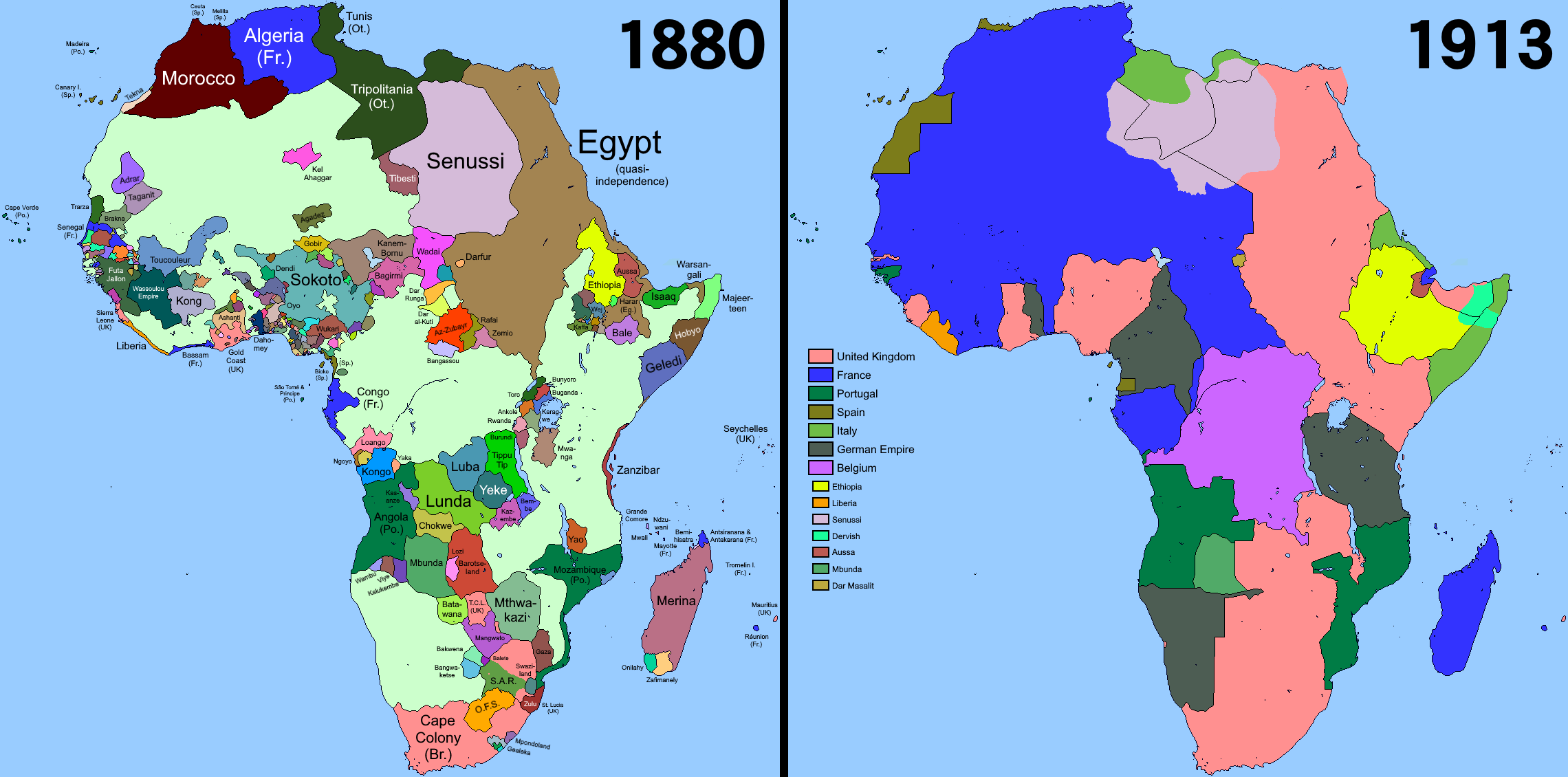
Сравнение Африки в 1880 и 1913 годах

Тропическая Африка, один из последних регионов мира, в значительной степени не затронутых «неформальным империализмом», также была привлекательной для деловых предпринимателей. В то время, когда торговый баланс Великобритании демонстрировал растущий дефицит, а континентальные рынки сокращались и становились все более протекционистскими из-за Долгой депрессии (1873-96), Африка предложила Великобритании, Германии, Франции и другим странам открытый рынок, который обеспечил бы им положительное сальдо торгового баланса: рынок, который покупал у колониальной державы больше, чем продавал в целом.
Избыточный капитал часто более выгодно инвестировался за рубежом, где дешевые материалы, ограниченная конкуренция и обилие сырья делали возможной большую прибыль. Ещё одним стимулом для империализма стал спрос на сырье, особенно слоновую кость, каучук, пальмовое масло, какао, алмазы, чай и олово. Кроме того, Британия хотела контролировать районы южного и восточного побережья Африки в качестве промежуточных портов на пути в Азию и свою империю в Индии. Но, за исключением области, которая стала Южно-Африканским союзом в 1910 году, европейские страны инвестировали относительно ограниченные суммы капитала в Африку по сравнению с другими континентами. Следовательно, компании, занимающиеся торговлей в тропической Африке, были относительно небольшими, за исключением горнодобывающей компании De Beers Сесила Родса. Родс выбрал для себя Родезию. Бельгийский король Леопольд II создал Свободное государство Конго для производства каучука и других ресурсов.
Проимпериалистические колониальные лоббисты, такие как Alldeutscher Verband, Франческо Криспи и Жюль Ферри, утверждали, что защищенные зарубежные рынки в Африке решат проблемы низких цен и перепроизводства, вызванные сокращением континентальных рынков. Джон А. Гобсон утверждал в Империализме, что это сокращение континентальных рынков было ключевым фактором глобального периода «нового империализма». Уильям Истерли, однако, не согласен со связью, существующей между капитализмом и империализмом, утверждая, что колониализм используется в основном для содействия развитию под руководством государства, а не «корпоративного» развития. Он сказал, что «империализм не так четко связан с капитализмом и свободными рынками … исторически существовала более тесная связь между колониализмом/империализмом и государственными подходами к развитию».

### Стратегическое соперничество

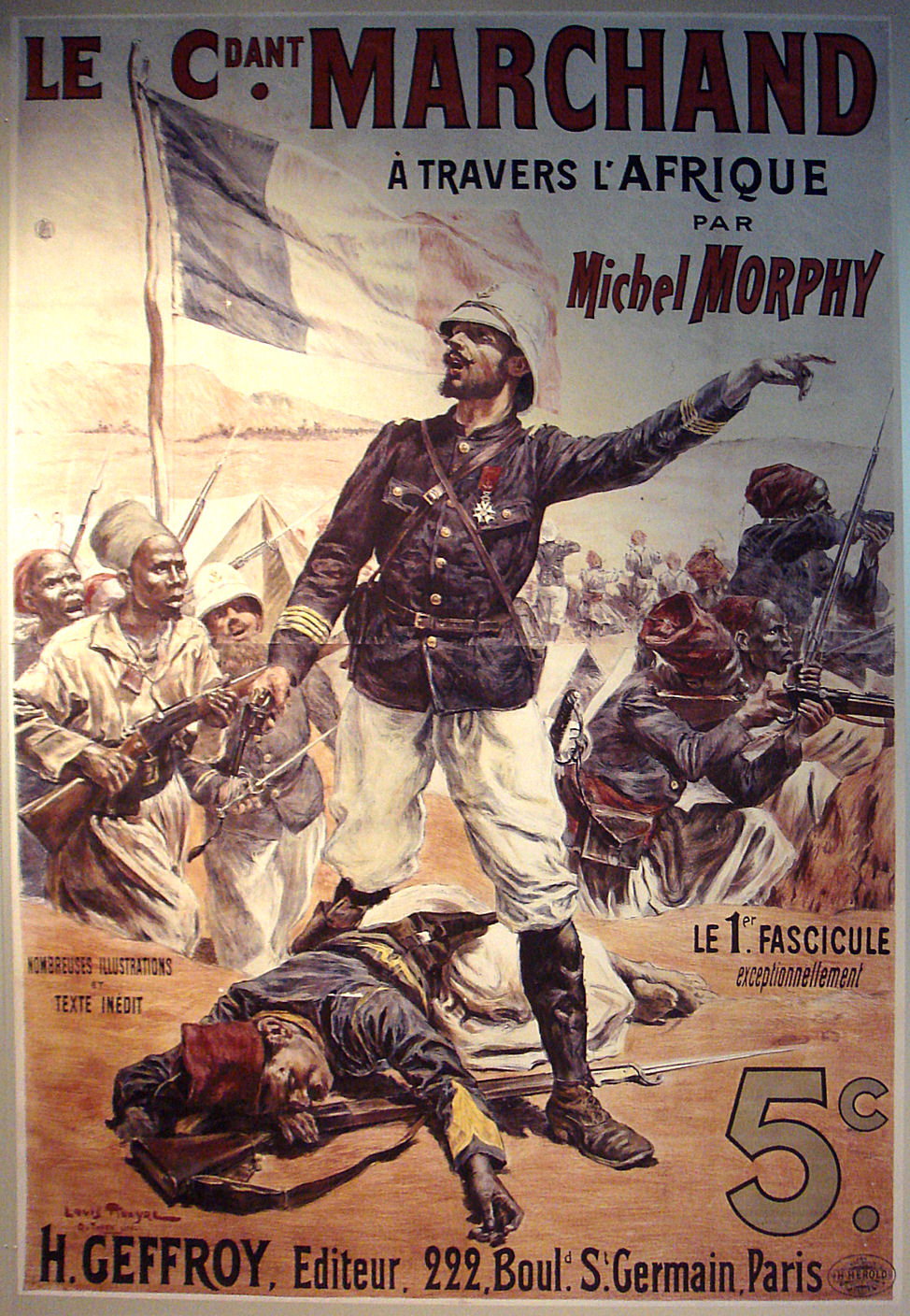
Французский пропагандистский плакат 1898 года, приветствующий поход майора Маршана через Африку в Фашоду

В то время как тропическая Африка не была большой зоной для инвестиций, другие заморские регионы развивались. Обширные внутренние районы между Египтом и богатой золотом и алмазами Южной Африкой имели стратегическое значение для обеспечения потоков внешней торговли. Британия находилась под политическим давлением с целью создания прибыльных рынков в Индии, Малайе, Австралии и Новой Зеландии. Необходимо было защитить ключевой водный путь между Востоком и Западом — Суэцкий канал, завершенный в 1869 году. Однако теория о том, что Великобритания стремилась аннексировать Восточную Африку в течение 1880 года и позже, из-за геостратегических соображений, связанных с Египтом (особенно с Суэцким каналом), была оспорена такими историками, как John Darwin (1997) и Jonas F. Gjersø (2015).
Схватка за африканскую территорию также отражала озабоченность по поводу приобретения военных и военно-морских баз для стратегических целей и осуществления власти. Растущий флот и новые корабли, приводимые в движение паровой энергией, требовали угольных станций и портов для технического обслуживания. Оборонительные базы также были необходимы для защиты морских путей и коммуникаций, особенно дорогих и жизненно важных международных водных путей, таких как Суэцкий канал.
Колонии также рассматривались как активы в переговорах о «балансе сил», полезные как предметы обмена во время международных переговоров. Колонии с большим коренным населением также были источником военной мощи; Великобритания и Франция использовали большое количество британских индийских и североафриканских солдат, соответственно, во многих своих колониальных войнах (и будут делать это снова в грядущих мировых войнах). В эпоху национализма нация была вынуждена приобрести империю в качестве символа статуса; идея «величия» стала связана с «бременем белого человека», или чувством долга, лежащим в основе стратегий многих наций.
В начале 1880-х годов Пьер Саворньян де Бразза исследовал Королевство Конго для Франции, в то же время Генри Мортон Стэнли исследовал его от имени короля Бельгии Леопольда II, который сделал его своим личным владением под названием Свободное государство Конго (см. раздел ниже). Франция оккупировала Тунис в мае 1881 года, что, возможно, убедило Италию присоединиться к Австро-германскому двойственному союзу в 1882 году, сформировав таким образом Тройственный союз. В том же году Великобритания оккупировала Египет (до сих пор автономное государство, номинально подчинявшееся Османской империи), который правил Суданом и некоторыми частями Чада, Эритреи и Сомали. В 1884 году Германия объявила Тоголенд, Камерун и Юго-Западную Африку под своей защитой; а Франция оккупировала Гвинею. Французская Западная Африка (AOF) была основана в 1895 году, а Французская Экваториальная Африка в 1910 году.

#### Немецкоеместо под солнцем

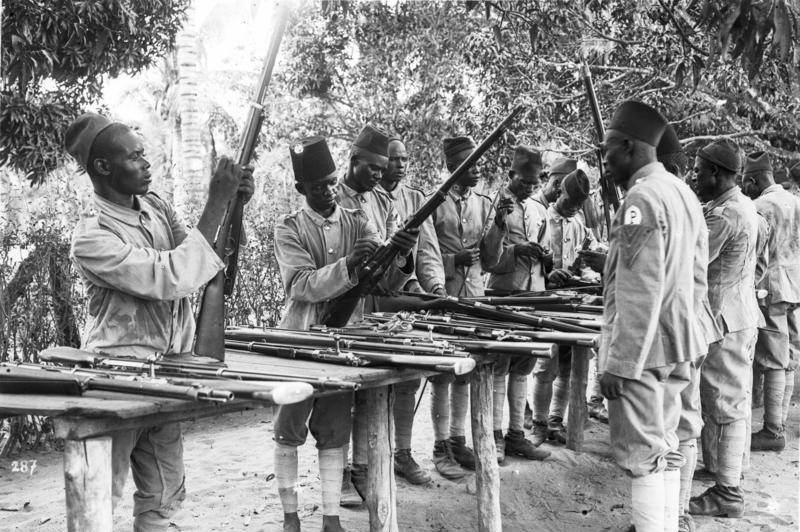
Колониальные войска аскари в Германской Восточной Африке, около 1906 года

Германия, разделенная на небольшие государства, не была колониальной державой до своего объединения в 1871 году. Канцлер Отто фон Бисмарк не любил колонии, но уступил давлению общественности и элиты в 1880-х годах. Он спонсировал Берлинскую конференцию 1884—1885 годов, которая установила правила эффективного контроля над африканскими территориями и снизила риск конфликта между колониальными державами. Бисмарк использовал частные компании для создания небольших колониальных операций в Африке и Тихоокеанском регионе.
Пангерманизм стал связан с новыми империалистическими устремлениями молодой нации. В начале 1880-х годов была создана Deutscher Kolonialverein, которая опубликовала Kolonialzeitung. Это колониальное лобби также было передано националистической группой Alldeutscher Verband. Weltpolitik (мировая политика) — это внешняя политика, принятая кайзером Вильгельмом II в 1890 году с целью превращения Германии в мировую державу с помощью агрессивной дипломатии и развития большого флота. Германия стала третьей по величине колониальной державой в Африке, где в 1914 году располагалась большая часть её 2,6 миллиона квадратных километров колониальной территории и 14 миллионов колониальных подданных. Африканскими владениями были Юго-Западная Африка, Тоголенд, Камерун и Танганьика. Германия попыталась изолировать Францию в 1905 году во время Первого марокканского кризиса. Это привело к Альхесирасской конференции 1905 года, на которой влияние Франции на Марокко было компенсировано обменом другими территориями, а затем к Агадирскому кризису 1911 года.

#### Экспансия Италии

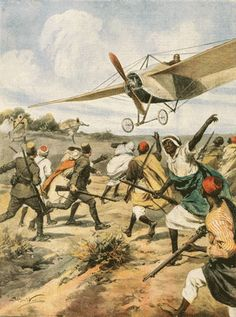
Итальянские самолёты в действии против османских войск во время итальянского вторжения в Ливию во время итало-турецкой войны.

После войны с Австрией в 1859 году Италия была в значительной степени объединена в Королевство Италия в 1861 году. Италия стремилась расширить свою территорию и стать великой державой, захватив части Эритреи в 1870 и 1882 году. В 1889—1890 годах она занимала территорию на южной стороне Африканского рога, образуя то, что впоследствии стало Итальянским Сомали. В беспорядке, последовавшем за смертью императора Йоханнеса IV в 1889 году, генерал Орест Баратьери занял высокогорье вдоль побережья Эритреи, а Италия провозгласила создание новой колонии Эритрея со столицей Асмара вместо Массауа. Когда отношения между Италией и Эфиопией ухудшились, в 1895 году разразилась Первая итало-эфиопская война; итальянские войска потерпели поражение, поскольку эфиопы имели численное превосходство, лучшую организацию и поддержку со стороны России и Франции. В 1911 году он вступил в войну с Османской империей, в ходе которой он приобрел Триполитанию и Киренаику, которые вместе образовали то, что стало известно как Итальянская Ливия. В 1919 году Энрико Коррадини разработал концепцию пролетарского национализма, призванную узаконить итальянский империализм путем смешения социализма с национализмом:
Мы должны начать с признания того факта, что существуют пролетарские нации, а также пролетарские классы; то есть есть нации, условия жизни которых зависят ... от образа жизни других наций, как и классы. Как только это будет реализовано, национализм должен твердо настаивать на этой истине: Италия материально и морально является пролетарской нацией.
Вторая итало-эфиопская война (1935-36) по приказу фашистского диктатора Бенито Муссолини была последней колониальной войной (то есть, направленной на колонизацию страны, в отличие от войн за национальное освобождение), в ходе которой была оккупирована Эфиопия — которая оставалась последней независимой африканской территорией, не считая Либерии. Итальянская Эфиопия была оккупирована итальянскими фашистами во время Второй мировой войны как часть Итальянской Восточной Африки. Оккупация является примером экспансионистской политики, которая характеризовала державы Оси в отличие от битвы за Африку.

## Кризисы перед Первой мировой войной

### Колонизация Конго

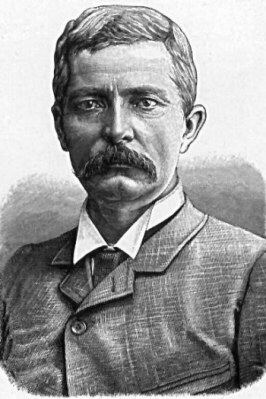
Генри Мортон Стэнли

Исследования Давида Ливингстона, проводимые Генри Мортоном Стэнли[прояснить], будоражили воображение грандиозными идеями Стэнли о колонизации; но они нашли мало поддержки из-за проблем и масштабов требуемых действий, за исключением короля Бельгии Леопольда II, который в 1876 году организовал Международную африканскую ассоциацию (Общество Конго). С 1869 по 1874 год Стэнли был тайно отправлен Леопольдом II в регион Конго, где он заключил договоры с несколькими африканскими вождями вдоль реки Конго и к 1882 году имел достаточно территории, чтобы сформировать основу Свободного государства Конго. Леопольд II с 1885 года лично владел колонией и использовал её как источник слоновой кости и каучука.

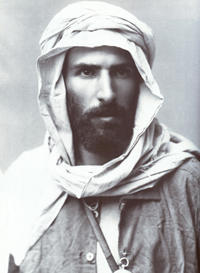
Пьер Саворньян де Бразза в своей версии «родного» платья, фотограф Феликс Надар

В то время как Стэнли исследовал Конго по поручению бельгийского короля Леопольда II, франко-итальянский морской офицер Пьер де Бразза отправился в западный бассейн Конго и в 1881 году поднял французский флаг над недавно основанным Браззавилем, оккупировав таким образом сегодняшнюю Республику Конго. Португалия, которая также претендовала на эту территорию из-за старых договоров с коренной империей Конго, 26 февраля 1884 года заключила договор с Великобританией, чтобы перекрыть Обществу Конго доступ к Атлантике.
К 1890 году Свободное государство Конго консолидировало контроль над своей территорией между Леопольдвиллем и Стэнливиллем и стремилось продвинуться на юг вниз по реке Луалаба из Стэнливилля. В то же время Британская южноафриканская компания Сесила Родса расширялась на север от реки Лимпопо, отправляя колонну первопроходцев (под руководством Фредерика Селуса) через Матабелеленд и создавая колонию в Машоналенде.
На западе, на землях, где их экспедиции должны были встретиться, находилась Катанга, территория королевства Yeke Мсири. Мсири был самым могущественным в военном отношении правителем в этом районе и торговал большим количеством меди, слоновой кости и рабов, и слухи о золоте достигли ушей европейцев. Битва за Катангу была ярким примером того периода. Родс и BSAC отправили две экспедиции к Мсири в 1890 году во главе с Альфредом Шарпом, получившим отказ, и Джозефом Томсоном, который не смог достичь Катанги. Леопольд отправил четыре экспедиции из Свободного государства Конго. Во-первых, экспедиция Ле Маринеля смогла добыть только расплывчато сформулированное письмо. Экспедиция Делкоммуна была отклонена. Хорошо вооруженной экспедиции Stairs был дан приказ взять Катангу с согласия или без согласия Мсири. Мсири отказался, был застрелен, а экспедиция отрезала ему голову и насадила её на шест в качестве «варварского урока» народу. Экспедиция Биа завершила работу по созданию своего рода администрации и «полицейского присутствия» в Катанге. Таким образом, полмиллиона квадратных километров Катанги перешли во владение Леопольда и увеличили его африканское царство до 2 300 000 квадратных километров (890 000 кв. миль), что примерно в 75 раз больше, чем территория Бельгии. Свободное государство Конго установило такой режим террора против народа, включавший массовые убийства и принудительный труд, что Бельгия под давлением Ассоциации реформ Конго, положила конец правлению Леопольда II и 20 августа 1908 года аннексировала его как колонию Бельгии, известную как Бельгийское Конго.

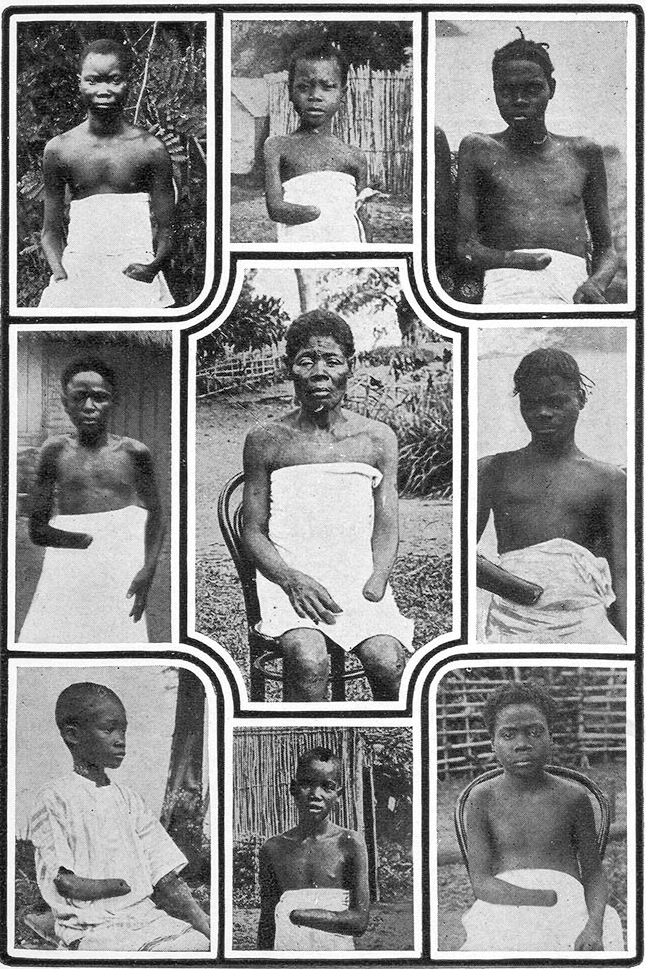
С 1885 по 1908 год в Свободном государстве Конго было совершено множество злодеяний. На изображении — рабочие, не выполнившие нормы сбора каучука и наказанные отрезанием рук.

Жестокость короля Бельгии Леопольда II в его бывшей колонии Свободного государства Конго, ныне Демократическая Республика Конго, была хорошо задокументирована; до 8 миллионов из примерно 16 миллионов местных жителей умерли между 1885 и 1908 годами.
По словам бывшего ирландского дипломата Роджера Кейсмента, это сокращение населения было вызвано четырьмя основными причинами: «неизбирательная война», голод, сокращение рождаемости и болезней Сонная болезнь опустошила страну, и это также должно быть принято во внимание в связи с резким сокращением населения; было подсчитано, что сонная болезнь и оспа убили почти половину населения в районах, прилегающих к низовьям реки Конго.
Оценки общего числа погибших значительно различаются. Поскольку первая перепись не проводилась до 1924 года, трудно количественно оценить потери населения за этот период. В отчете Кейсмента он был установлен в три миллиона. Уильям Рубинштейн писал: «В общем, кажется почти наверняка, что данные о населении, данные Хохшильдом, неточны. Конечно, невозможно определить численность населения Конго до двадцатого века, и оценки, например, 20 миллионов, являются чисто предположениями. Большая часть внутренних районов Конго была буквально не исследована, если не недоступна».
Похожая ситуация произошла в соседнем Французском Конго. Большая часть добычи ресурсов находилась в ведении концессионных компаний, жестокие методы которых, наряду с распространением болезней, привели к потере до 50 процентов коренного населения. В 1905 году французское правительство назначило комиссию во главе с де Браззой для расследования предполагаемых злоупотреблений в колонии. Однако де Бразза скончался на обратном пути, и его «остро критический» доклад не был принят и не опубликован. В 1920-х годах около 20 000 подневольных рабочих погибли, строя железную дорогу через французскую территорию.

### Суэцкий канал

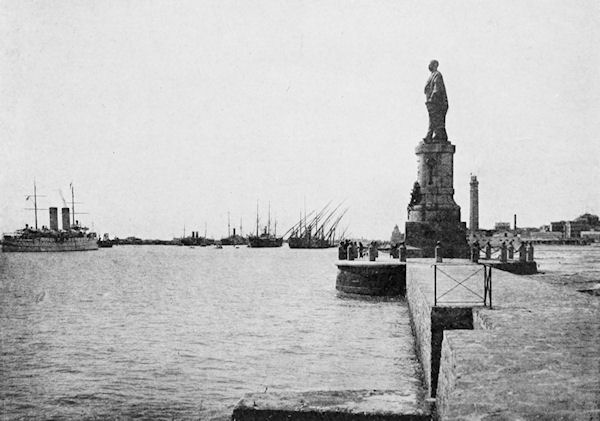
Порт-Саид, вход в Суэцкий канал, со статуей де Лессепса

В 1854—1856 годах французский дипломат Фердинанд де Лессепс добился многих уступок от Исмаила-паши, хедива Египта и Судана, на строительство Суэцкого канала. Некоторые источники оценивают рабочую силу в 30 000 человек, но другие считают, что 120 000 рабочих умерли за десять лет строительства из-за недоедания, усталости и болезней, особенно холеры. Незадолго до его завершения в 1869 году хедив Исмаил занял огромные суммы у британских и французских банкиров под высокие проценты. К 1875 году он столкнулся с финансовыми трудностями и был вынужден продать свой пакет акций Суэцкого канала. Акции были выкуплены Великобританией во главе с премьер-министром Бенджамином Дизраэли, который стремился предоставить своей стране практический контроль над этим стратегическим водным путем. Когда Исмаил отказался от внешнего долга Египта в 1879 году, Великобритания и Франция захватили совместный финансовый контроль над страной, вынудив египетского правителя отречься от престола и поставив на его место своего старшего сына Тауфика-пашу. Правящие классы Египта и Судана не любили иностранную интервенцию.
В течение 1870-х годов европейские инициативы против работорговли вызвали экономический кризис в северном Судане, ускорив подъём сил махдистов. В 1881 году в Судане вспыхнуло восстание махдистов при Мухаммеде Ахмаде, подорвавшее власть Тауфика в Судане. В том же году Тауфик пережил ещё более опасное восстание своей собственной египетской армии в форме восстания Ураби. В 1882 году Тауфик обратился за прямой британской военной помощью, начав британское управление Египтом. Объединённые британо-египетские военные силы в конечном итоге нанесли поражение силам махдистов в Судане в 1898 году. После этого Великобритания (а не Египет) захватила эффективный контроль над Суданом.

### Берлинская конференция (1884—1885)

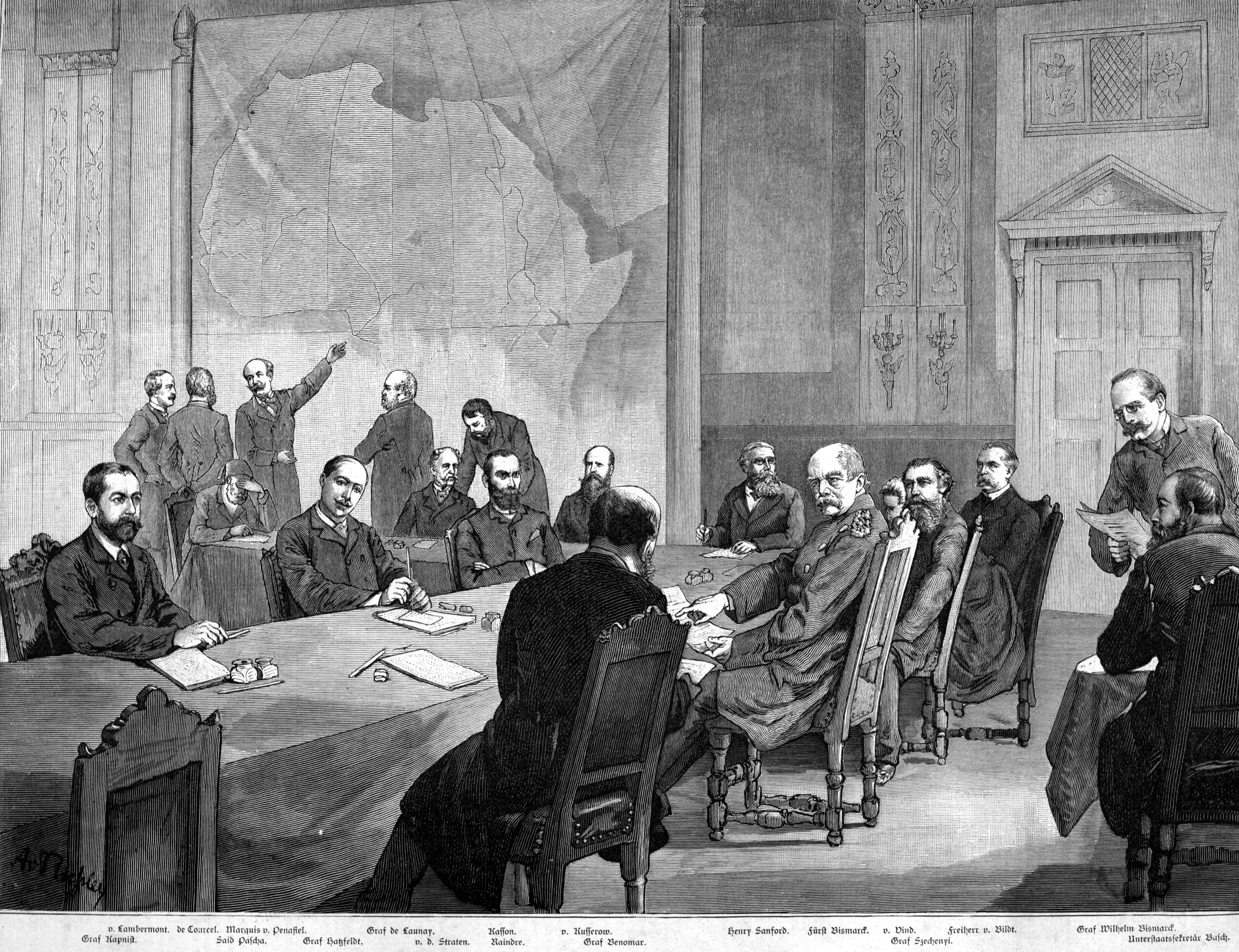
Отто фон Бисмарк на Берлинской конференции, 1884 год

Оккупация Египта и приобретение Конго были первыми крупными шагами в стремительной схватке за африканскую территорию. В 1884 году Отто фон Бисмарк созвал Берлинскую конференцию 1884—1885 годов для обсуждения африканской проблемы. В то время как дипломатические дискуссии касались прекращения оставшейся работорговли, а также расширения миссионерской деятельности, главной заботой присутствующих было предотвращение войны между европейскими державами, когда они делили континент между собой. Что ещё более важно, дипломаты в Берлине установили правила конкуренции, которыми должны были руководствоваться великие державы в поисках колоний. Они также согласились с тем, что территория вдоль реки Конго будет управляться королём Бельгии Леопольдом II в качестве нейтральной территории, известной как Свободное государство Конго, в которой торговля и судоходство должны быть свободными. Ни одна нация не должна была заявлять претензии в Африке, не уведомив о своих намерениях другие державы. Никакая территория не могла быть официально заявлена до фактической оккупации. Однако конкуренты игнорировали правила, когда это было удобно, и в нескольких случаях войны едва удалось избежать.

### Британская администрация Египта и Южной Африки

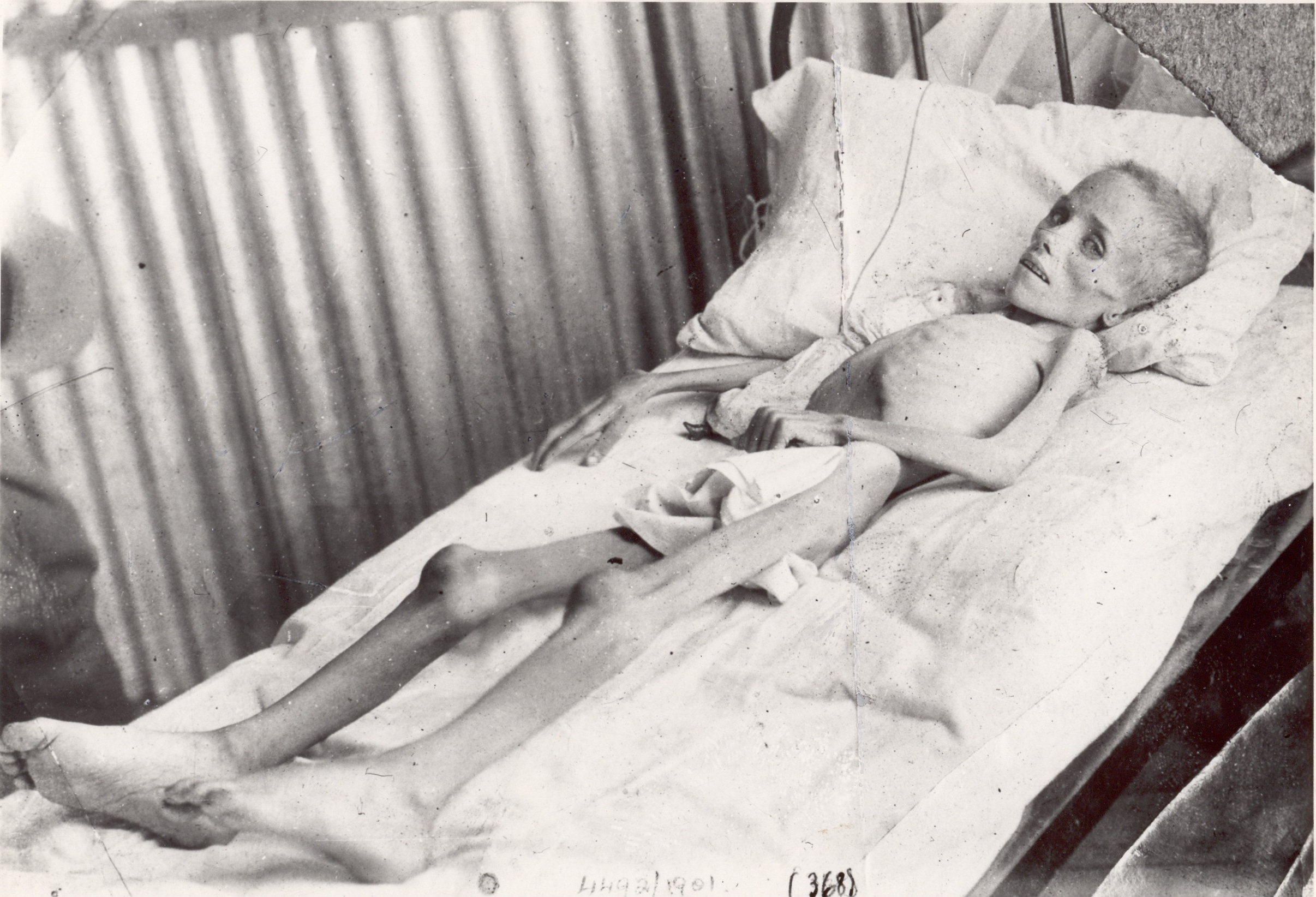
Бурский ребёнок в британском концентрационном лагере во время Второй англо-бурской войны (1899—1902)

Британская администрация Египта и Капской колонии внесла свой вклад в обеспечение безопасности истока реки Нил. Египет был захвачен англичанами в 1882 году, оставив Османскую империю в номинальной роли до 1914 года, когда Лондон сделал её протекторатом. Египет никогда не был настоящей британской колонией. Судан, Нигерия, Кения и Уганда были покорены в 1890-х и начале XX-го века; а на юге Капская колония (впервые приобретенная в 1795 году) стала базой для покорения соседних африканских государств и голландских африканеров-поселенцев, которые покинули мыс, чтобы избежать британцев, а затем основали свои собственные республики. Theophilus Shepstone аннексировал Южноафриканскую Республику (или Трансвааль) в 1877 году для Британской империи, после того как она была независимой в течение двадцати лет. В 1879 году, после англо-зулусской войны, Великобритания укрепила свой контроль над большей частью территорий Южной Африки. Буры протестовали, и в декабре 1880 года они восстали, что привело к Первой англо-бурской войне (1880-81). Премьер-министр Великобритании Уильям Гладстон подписал 23 марта 1881 года мирный договор, по которому буры получили самоуправление в Трансваале. Рейд Джеймсона 1895 года был неудачной попыткой Британской южноафриканской компании и Йоханнесбургского комитета по реформе свергнуть бурское правительство в Трансваале. Вторая англо-бурская война, которая велась между 1899 и 1902 годами, была направлена на контроль над золотодобывающей и алмазной промышленностями; независимые бурские республики Оранжевого Свободного Государства и Южно-Африканская Республика (или Трансвааль) на этот раз были побеждены и поглощены Британской империей.
Французское наступление во внутренние районы Африки происходило в основном с побережья Западной Африки (современный Сенегал) на восток, через Сахель вдоль южной границы Сахары, огромной пустыни, покрывающей большую часть нынешнего Сенегала, Мали, Нигера и Чада. Их конечная цель состояла в том, чтобы иметь непрерывную колониальную империю от реки Нигер до Нила, контролируя, таким образом, всю торговлю в регион Сахеля и из него, в силу существующего контроля над караванными путями через Сахару. Британцы же, с другой стороны, хотели связать свои владения в Южной Африке (современная ЮАР, Ботсвана, Зимбабве, Лесото, Свазиленд и Замбия) со своими территориями в Восточной Африке (современная Кения), а эти две области с бассейном Нила.

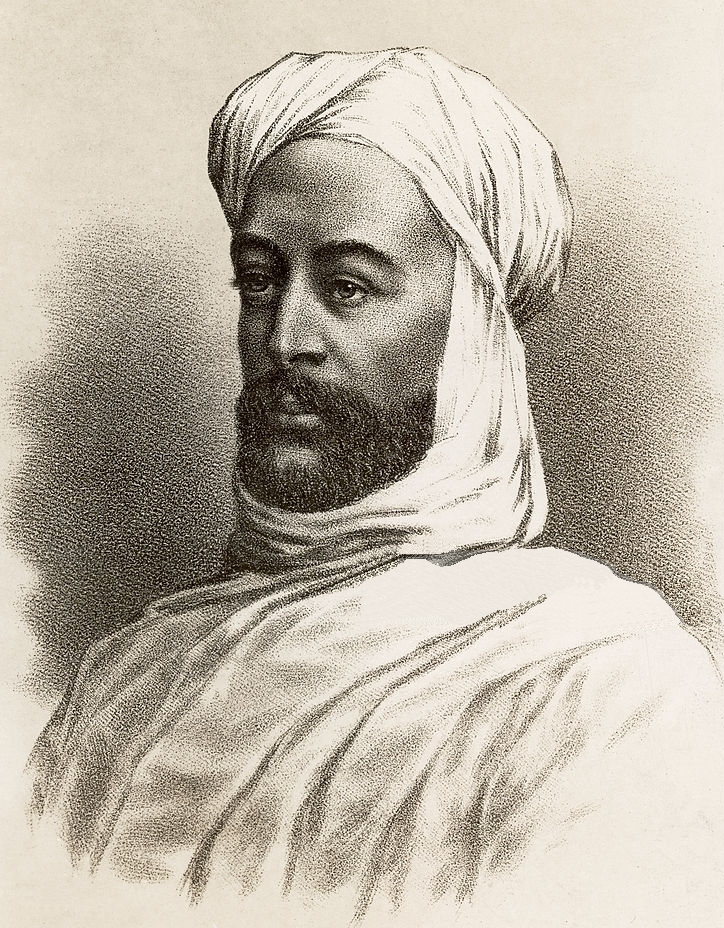
Мухаммад Ахмад, лидер махдистов. Эта фундаменталистская группа мусульманских дервишей захватила большую часть Судана и сражалась с британскими войсками.

Судан (который включал в себя большую часть современной Уганды) был ключом к реализации этих амбиций, тем более что Египет уже находился под британским контролем. Эта «красная линия» через Африку наиболее известна благодаря Сесилу Родсу. Вместе с лордом Милнером, британским колониальным министром в Южной Африке, Родс выступал за создание такой империи «от мыса до Каира», соединяющей Суэцкий канал с богатой полезными ископаемыми южной частью континента по железной дороге. Несмотря на то, что до конца Первой мировой войны ему мешала немецкая оккупация Танганьики, Родс успешно лоббировал интересы такой разросшейся африканской империи.
Если провести линию от Кейптауна до Каира (мечта Родоса) и от Дакара до Африканского Рога (ныне Эфиопия, Эритрея, Джибути и Сомали), (французские амбиции), эти две линии пересекаются где-то на востоке Судана, недалеко от Фашода, объясняя его стратегическое значение. Кратко говоря, Великобритания стремилась расширить свою восточноафриканскую империю от Каира до мыса Доброй Надежды, в то время как Франция стремилась расширить свои владения от Дакара до Судана, что позволило бы её империи охватить весь континент от Атлантического океана к Красному морю.
Французские силы под командованием Жана-Батиста Маршана сначала прибыли в стратегически расположенный форт в Фашоде, вскоре за ними последовали британские силы под командованием лорда Китченера, главнокомандующего британской армией с 1892 года. Французы ушли после противостояния и продолжали требовать других постов в регионе. В марте 1899 года французы и британцы договорились, что исток рек Нил и Конго должен обозначать границу между их сферами влияния.

### Марокканский кризис

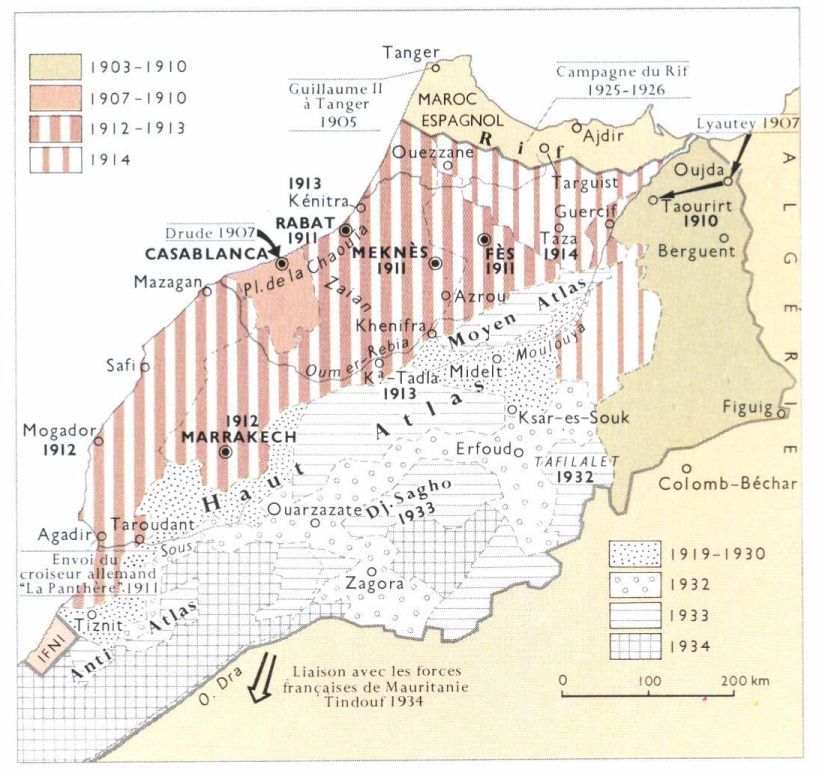
Карта с изображением поэтапного умиротворения Марокко до 1934 года

Хотя Берлинская конференция 1884—1885 годов установила правила борьбы за Африку, она не ослабила соперничающих империалистов. Инцидент в Фашоде 1898 года, в результате которого Лондон и Париж были недовольны претензиями друг друга, в конечном итоге привел к подписанию Сердечного согласия 1904 года, которая гарантировала мир между ними. В результате немецкий кайзер решил проверить прочность такого влияния, используя оспариваемую территорию Марокко в качестве поля битвы.
Таким образом, кайзер Вильгельм II посетил Танжер 31 марта 1905 года и выступил с речью в пользу независимости Марокко, бросив вызов французскому влиянию в Марокко. Французское влияние в Марокко было подтверждено Великобританией и Испанией в 1904 году. Речь кайзера укрепила французский национализм, и при поддержке Великобритании министр иностранных дел Франции Теофиль Делькассе занял вызывающую позицию. Кризис достиг своего пика в середине июня 1905 года, когда Делькассе был вынужден покинуть министерство из-за позиций более склонного к примирению премьер-министра Морисом Рувье. Но к июлю 1905 года Германия оказалась в изоляции, и французы согласились на конференцию по разрешению кризиса.

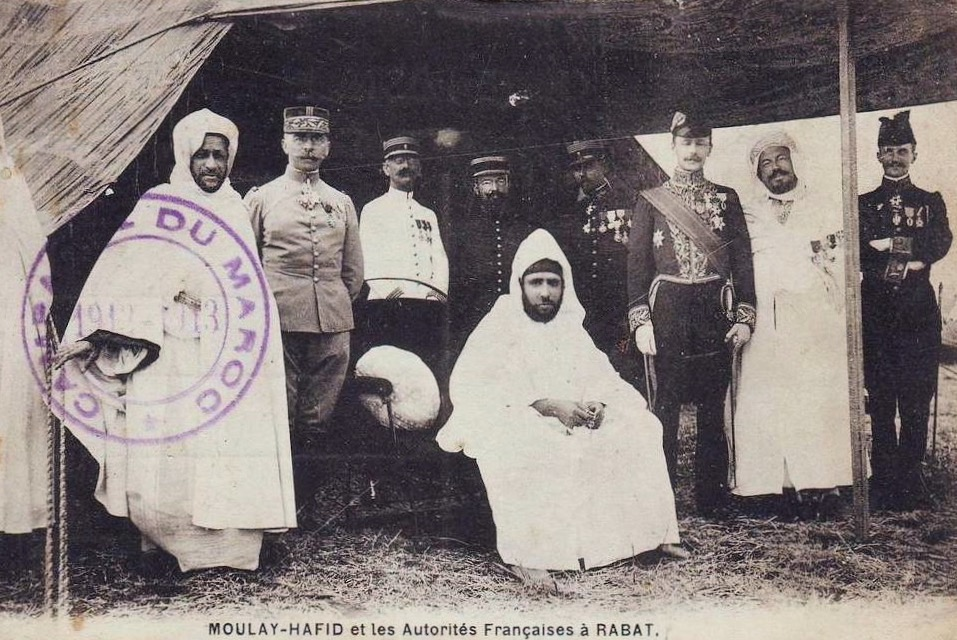
Марокканский султан Абд аль-Хафиз, возглавивший сопротивление французскому экспансионизму во время Агадирского кризиса

Для урегулирования спора была созвана Альхесирасская конференция 1906 года. Из тринадцати присутствующих наций представители Германии обнаружили, что их единственной сторонницей была Австро-Венгрия, которая не интересовалась Африкой. Францию твердо поддерживали Великобритания, США, Россия, Италия и Испания. Немцы в конечном итоге приняли соглашение, подписанное 31 мая 1906 года, по которому Франция внесла определённые внутренние изменения в Марокко, но сохранила контроль над ключевыми областями.
Однако пять лет спустя Второй марокканский кризис (или Агадирский кризис) был вызван развертыванием немецкой канонерской лодки Panther в порту Агадира в июле 1911 года. Германия начала попытки соответствовать британскому военно-морскому превосходству — британский флот проводил политику, направленную на то, чтобы оставаться больше, чем два следующих конкурирующих флота в мире вместе взятых. Когда англичане услышали о прибытии Panther в Марокко, они ошибочно полагали, что немцы намеревались превратить Агадир в военно-морскую базу на Атлантике. Шаг Германии был направлен на усиление требований о компенсации за принятие эффективного французского контроля над Североафриканским королевством, где превосходство Франции было подтверждено Альхесирасской конференцией 1906 года. В ноябре 1911 года был достигнут компромисс, согласно которому Германия приняла позицию Франции в Марокко в обмен на кусок территории во французской экваториальной африканской колонии в Среднем Конго (ныне Республика Конго).
Впоследствии Франция и Испания установили полный протекторат над Марокко (30 марта 1912 года), положив конец тому, что осталось от формальной независимости страны. Кроме того, британская поддержка Франции во время двух марокканских кризисов укрепила Антанту между двумя странами и усугубила англо-германское отчуждение, усугубив разногласия, кульминацией которых стала Первая мировая война.

### Сопротивление дервишей

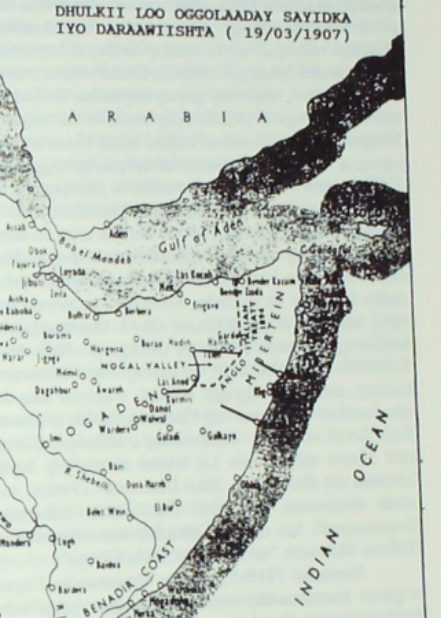
Согласно сомалийскому историку Мухаммеду Ибрагиму Мухаммеду, в 1907 году территория Даравийского султана Diiriye Guure (выделенная черными чернилами) состояла из регионов Сиид-Нугаль провинции Нугаль, района Las Anod, района Xudun, района Taleh, района Boocame и района Bookh.

После Берлинской конференции в конце XIX века британцы, итальянцы и эфиопы стремились заявить права на земли, принадлежащие сомалийцам, такие как султанат Варсангали, Аджуранский султанат и династия Гобрунов.
Движение дервишей просуществовало 25 лет, с 1895 по 1920 год; у него был даравийский султан по имени Diiriye Guure, эмир по имени Саид Моххамед и правительство, называемое Гарун. Гарун (то есть правительство), даравийский король Diiriye Guure и его эмир создали могущественное государство, которое было разделено на 13 административных единиц, из которых четыре крупнейших: Shiikhyaale, Dooxato, Golaweyne, Miinanle, находились почти исключительно в Dhulbahante. Другие административные единицы: Taargooye, Dharbash, Indhabadan, Burcadde-Godwein, Garbo (Darawiish), Ragxun, Gaarhaye, Bah-udgoon и Shacni-cali, также в подавляющем большинстве были Dhulbahante. Движение дервишей четыре раза успешно отбивалось от Британской империи и вынудило её отступить в прибрежный регион. Благодаря этим успешным экспедициям движение дервишей было признано союзником Османской и Германской империй. Турки также назвали Хасана Эмиром сомалийского народа, а немцы пообещали официально признать любые территории, которые должны были получить дервиши.
После четверти века сдерживания англичан дервиши были окончательно разбиты в 1920 году как прямое следствие использования Великобританией авиации. Первая в истории воздушная кампания в Африке началась с того, что Afqarshe Ismail стал первым африканцем, погибшим в результате авиаудара, и закончилась тем, что Haji Yusuf Barre удерживал последний бой у Талеха.

### Герерские войны и восстание Маджи-Маджи
Между 1904 и 1908 годами немецкие колонии в Германской Юго-Западной Африке и Германской Восточной Африке сотрясали отдельные одновременные восстания коренных жителей против их правления. На обеих территориях угроза немецкому правлению была быстро устранена, как только прибыло крупномасштабное подкрепление из Германии, повстанцы гереро в Германской Юго-Западной Африке были побеждены в битве при Ватерберге, а повстанцы Маджи-Маджи в Германской Восточной Африке были неуклонно подавлены немецкими войсками, медленно продвигающимися по сельской местности, при этом местные жители прибегали к партизанской войне. Усилия Германии по очистке зарослей мирных жителей в Германской Юго-Западной Африке привели к геноциду населения.
В общей сложности 65 000 гереро (80 % от общей численности населения гереро) и 10 000 нама (50 % от общей численности населения нама) либо умерли от голода, жажды, либо были доведены до смерти в лагерях, таких как концентрационный лагерь на Акульем острове, в период с 1904 по 1908 год. Характерной чертой этого геноцида была смерть от голода и отравление колодцев населения, когда они оказались в ловушке в пустыне Намиб.

## Колониальное столкновение

### Колониальное сознание и проявление

#### Колониальное лобби

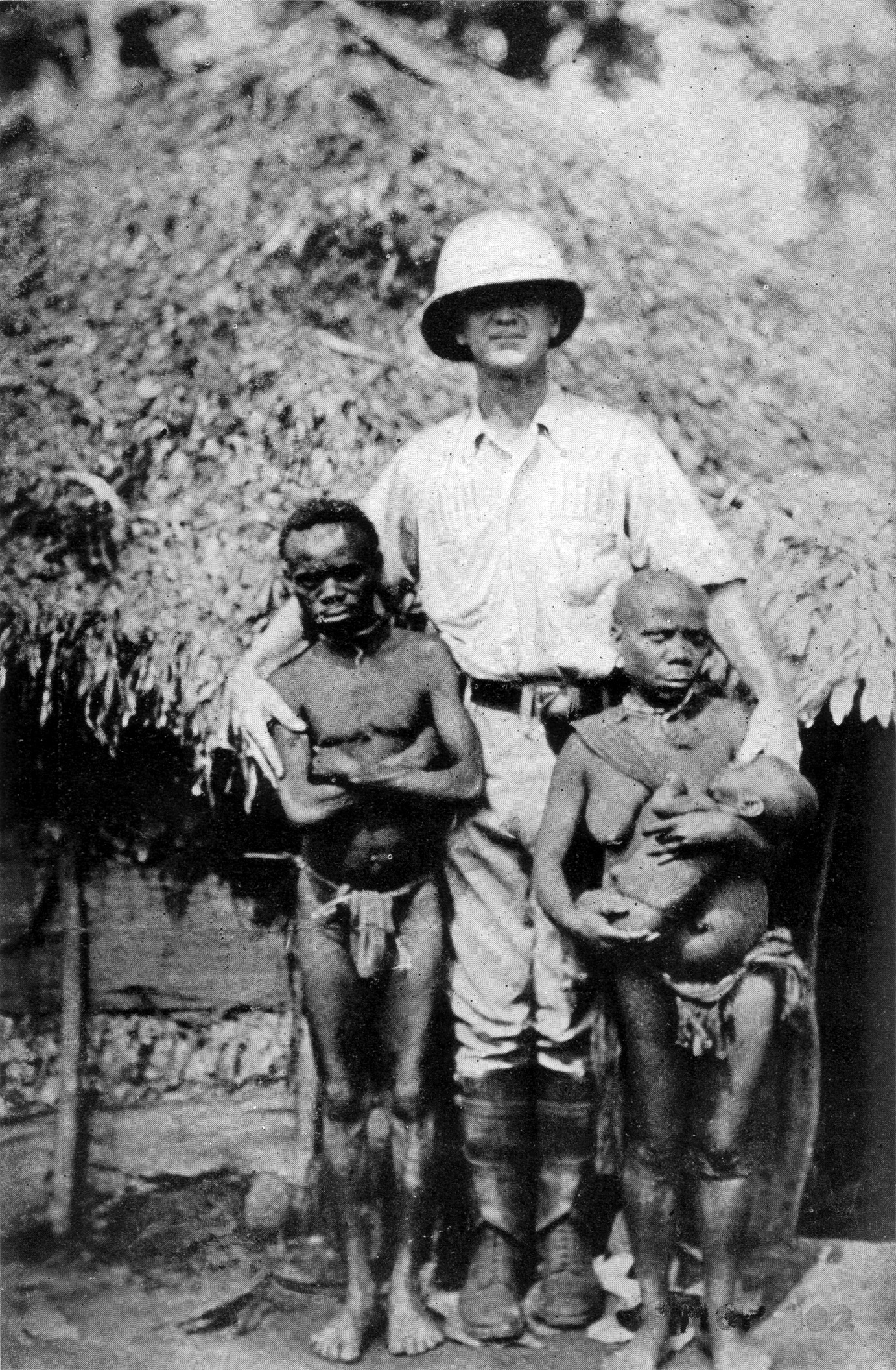
Пигмеи и европеец. Некоторые пигмеи были выставлены в человеческих зоопарках, например, Ота Бенга, выставленный евгеником Мэдисоном Грантом в зоопарке Бронкса.

На ранних этапах своего существования империализм, как правило, был делом отдельных исследователей, а также некоторых предприимчивых торговцев. Колониальные державы были далеки от того, чтобы одобрить без каких-либо возражений дорогостоящие авантюры, проводимые за границей. Различные важные политические лидеры, такие как Гладстон, выступали против колонизации в первые годы её существования. Однако во время своего второго премьерства между 1880 и 1885 годами он не смог противостоять колониальному лобби в своем кабинете и, таким образом, не выполнил свое предвыборное обещание выйти из Египта. Хотя Гладстон лично был противником империализма, социальная напряженность, вызванная Долгой депрессией, подтолкнула его к шовинизму: империалисты стали «паразитами патриотизма» (Джон А. Гобсон). Во Франции, тогдашний радикальный политик Жорж Клемансо также категорически противился этому: он считал колонизацию отвлечением от «голубой линии гор Вогезы», то есть реваншизмом патриотическим стремлением вернуть себе регион Эльзас-Лотарингия, аннексированный Германской империей по Франкфуртскому договору 1871 года. Клемансо фактически привел к падению кабинета Жюля Ферри после Тонкинской катастрофы 1885 года. Согласно Ханне Арендт в книге Истоки тоталитаризма (1951), это расширение национального суверенитета на заморские территории противоречило единству национального государства, которое предоставляло гражданство своему населению. Таким образом, начало проявляться противоречие между универсалистской волей уважать права человека колонизированных людей, поскольку они могут считаться «гражданами» национального государства, и империалистическим стремлением цинично эксплуатировать население, считающееся неполноценным. Некоторые в странах-колонизаторах выступали против того, что они считали ненужным злом колониальной администрации, предоставленной самой себе; как описано в книге Джозефа Конрада Сердце тьмы (1899)), опубликованной примерно в то же время, что и Бремя белого человека Киплинга, или в Путешествие на край ночи Луи-Фердинанда Селина (1932).
Колониальные лобби возникли, чтобы узаконить Битву за Африку и другие дорогостоящие заграничные приключения. В Германии, Франции и Великобритании средний класс часто стремился к сильной зарубежной политике, чтобы обеспечить рост рынка. Даже в более слабых державах такие голоса, как Энрико Коррадини, претендовали на «место под солнцем» для так называемых «пролетарских наций», поддерживая национализм и милитаризм в раннем прототипе фашизма.

#### Колониальная пропаганда и шовинизм
Множество пропагандистских памфлетов, идей и образов колониалистов сыграли на психологии народного шовинизма и гордого национализма колониальных держав.
Отличительной чертой французского колониального проекта в конце 19-го и начале 20-го веков была цивилизационная миссия (mission civilisatrice), принцип, согласно которому долг Европы — нести цивилизацию отсталым народам. Таким образом, колониальные власти проводили политику франко-европеизации французских колоний, в первую очередь Французской Западной Африки и Мадагаскара. В XIX веке французское гражданство наряду с правом избирать депутата в Палату депутатов Франции было предоставлено четырём старым колониям Гваделупы, Мартиники, Гайаны и Реюньона, а также жителям «Четырех коммун» в Сенегале. В большинстве случаев избранными депутатами были белые французы, хотя было и несколько чернокожих депутатов, таких как сенегалец Blaise Diagne, избранный в 1914 году.

##### Колониальные выставки

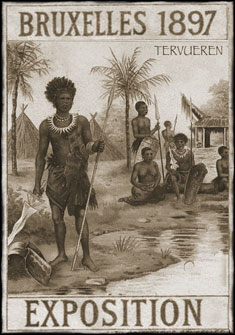
Плакат Брюссельской международной выставки 1897 года

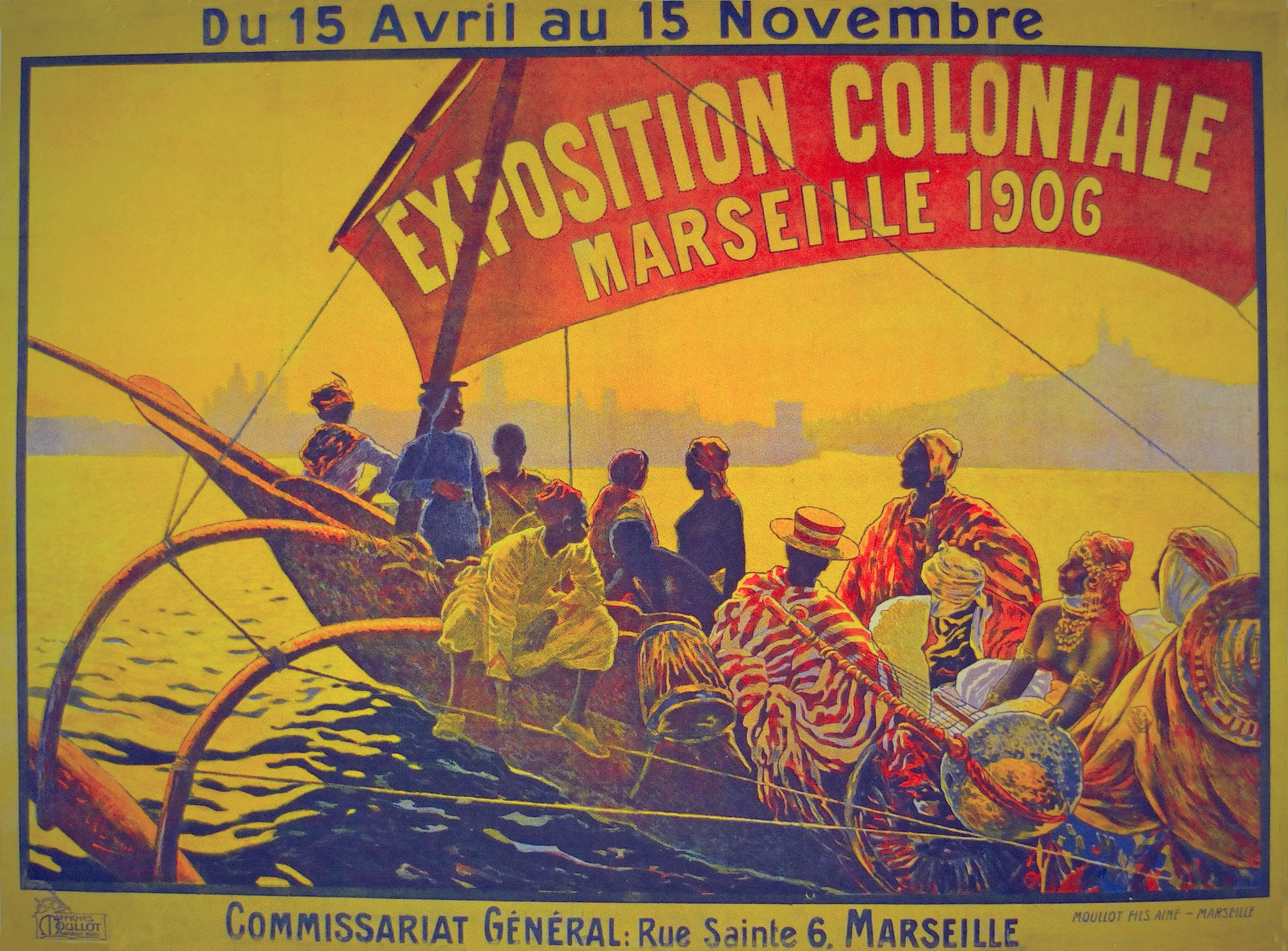
Плакат колониальной выставки 1906 года в Марселе (Франция)

Колониальные выставки сыграли важную роль в пропаганде колониализма, поддерживаемой колониальным лобби и различными исследователями. Таким образом, за завоеваниями территорий неизбежно следовали публичные демонстрации коренных народов в научных и развлекательных целях. Карл Хагенбек, немецкий торговец дикими животными и будущий предприниматель большинства европейских зоопарков, решил в 1874 году выставить жителей Самоа и Саамы как «чисто естественные» популяции. В 1876 году он послал одного из своих сотрудников в недавно завоеванный Египетский Судан, чтобы тот привез туда диких зверей и нубийцев. Представленные в Париже, Лондоне и Берлине, эти нубийцы имели большой успех. Такие «человеческие зоопарки» можно было найти в Гамбурге, Антверпене, Барселоне, Лондоне, Милане, Нью-Йорке, Париже и т. д., каждую выставку посещали от 200 000 до 300 000 посетителей. Туареги выставлялись после французского завоевания Томбукту (его посетил Рене Кайе, переодетый мусульманином, в 1828 году, таким образом получив приз французского Société de Géographie); малагасийцы после оккупации Мадагаскара; амазонки Абомея после посредственного поражения Беханзина против французов в 1894 году. Не привыкшие к другим климатическим условиям, некоторые из подвергшихся воздействию коренных жителей умерли, например, некоторые Galibi в Париже в 1892 году.
Жоффруа де Сен-Илер, директор Парижского акклиматизационного сада, решил в 1877 году организовать два «этнологических спектакля» с участием нубийцев и инуитов. Аудитория акклиматизационного сада удвоилась, в том году было оплачено миллион входов, что является огромным успехом для тех времен. Между 1877 и 1912 годами в Зоологическом саду акклиматизации было представлено около тридцати «этнологических выставок». «Негритянские деревни» были представлены на Всемирных выставках в Париже 1878 и 1879 годов; на Всемирной выставке 1900 года была представлена знаменитая диорама «жизни» на Мадагаскаре, а на колониальных выставках в Марселе (1906 и 1922) и в Париже (1907 и 1931) также были представлены люди в клетках, часто обнаженные или полуобнаженные. Также были созданы кочевые «сенегальские деревни», демонстрирующие мощь колониальной империи всему населению.
В США Мэдисон Грант, глава Нью-Йоркского зоологического общества, в 1906 году выставил пигмея Ота Бенга в зоопарке Бронкса вместе с обезьянами и другими. По просьбе Гранта, научного расиста и евгеника, директор зоопарка Хорнадей поместил Ота Бенгу в клетку с орангутангом и назвал его «Недостающим звеном» в попытке проиллюстрировать дарвинизм, и, в частности, то, что африканцы, такие как Ота Бенга, ближе к обезьянам, чем были европейцы. Другие колониальные выставки включали выставку Британской империи 1924 года и парижскую «Колониальную выставку» 1931 года.

### Борьба с болезнями
С начала XX-го века ликвидация или борьба с болезнями в тропических странах стала движущей силой для всех колониальных держав. Эпидемия сонной болезни в Африке была остановлена благодаря тому, что мобильные бригады систематически проверяли миллионы людей из группы риска.
В 1880-х годах крупный рогатый скот, привезенный из Британской Азии для кормления итальянских солдат, вторгшихся в Эритрею, оказался заражен болезнью, называемой чумой крупного рогатого скота. Чума крупного рогатого скота поразила 90 % скота в Африке. Африканскому скоту был нанесен серьёзный ущерб, что уничтожило средства к существованию африканцев, вынудив их работать в качестве рабочей силы для своих колонизаторов. В 20 веке в Африке наблюдался самый большой прирост населения из-за снижения уровня смертности во многих странах благодаря миру, помощи голодающим, медицине и, прежде всего, прекращению или упадку работорговли. Население Африки выросло со 120 миллионов в 1900 году до более чем 1 миллиарда сегодня.

### Отмена рабства
Продолжающееся движение против рабства в Западной Европе стало причиной и предлогом для завоевания и колонизации Африки. Это была центральная тема Брюссельской конференции по борьбе с рабством 1889—1890 годов. Во время Борьбы за Африку ранним, но второстепенным направлением всех колониальных режимов было подавление рабства и работорговли. Во Французской Западной Африке после завоевания французами более миллиона рабов бежали от своих хозяев в свои прежние дома в период с 1906 по 1911 год. На Мадагаскаре французы отменили рабство в 1896 году, и было освобождено около 500 000 рабов. К 1911 году рабство было отменено во французском Сахеле. Независимые государства, пытающиеся вестернизировать Европу или произвести на неё впечатление, иногда культивировали образ подавления рабства. В ответ на давление Европы Сокотский халифат отменил рабство в 1900 году, а Эфиопия официально отменила рабство в 1932 году. Колониальные державы в основном добились успеха в отмене рабства, хотя рабство сохранило в Африке значительную экономическую роль, даже несмотря на то, что африканские страны постепенно перешли к экономике заработной платы. Рабство в Африке так и не было полностью искоренено.

## Колониализм накануне Первой мировой войны

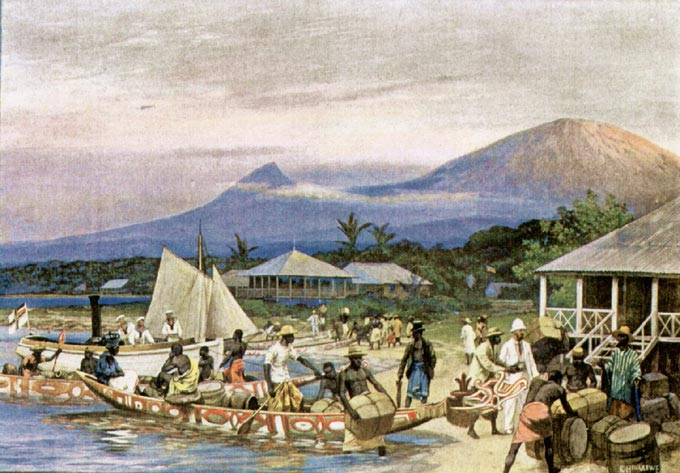
Германский Камерун, картина R. Hellgrewe, 1908

В период Нового Империализма, к концу XIX века, Европа добавила к своим заморским колониальным владениям почти 9 000 000 квадратных миль (23 000 000 км2) — одну пятую суши земного шара. Формальные владения Европы теперь включали весь африканский континент, за исключением Эфиопии, Либерии и Сегиет-эль-Хамра, последняя из которых будет интегрирована в Испанскую Сахару. Между 1885 и 1914 годами Великобритания взяла под свой контроль почти 30 % населения Африки; 15 % — Франция, 11 % — Португалия, 9 % — Германия, 7 % — Бельгия и 1 % — Италия. В одной только Нигерии было 15 миллионов подданных, больше, чем во всей Французской Западной Африке или во всей Германской колониальной империи. По занимаемой площади французы были второстепенными лидерами, но большая часть их территории состояла из малонаселенной Сахары.
Политический империализм последовал за экономической экспансией, при этом «колониальные лобби» поддерживали шовинизм и ура-патриотизм во время каждого кризиса, чтобы узаконить колониальное предприятие. Напряженность между имперскими державами привела к череде кризисов, которые, наконец, разразились в августе 1914 года, когда предыдущее соперничество и союзы создали ситуацию домино, которая втянула основные европейские страны в Первую мировую войну
.

## Африканские колонии по метрополиям

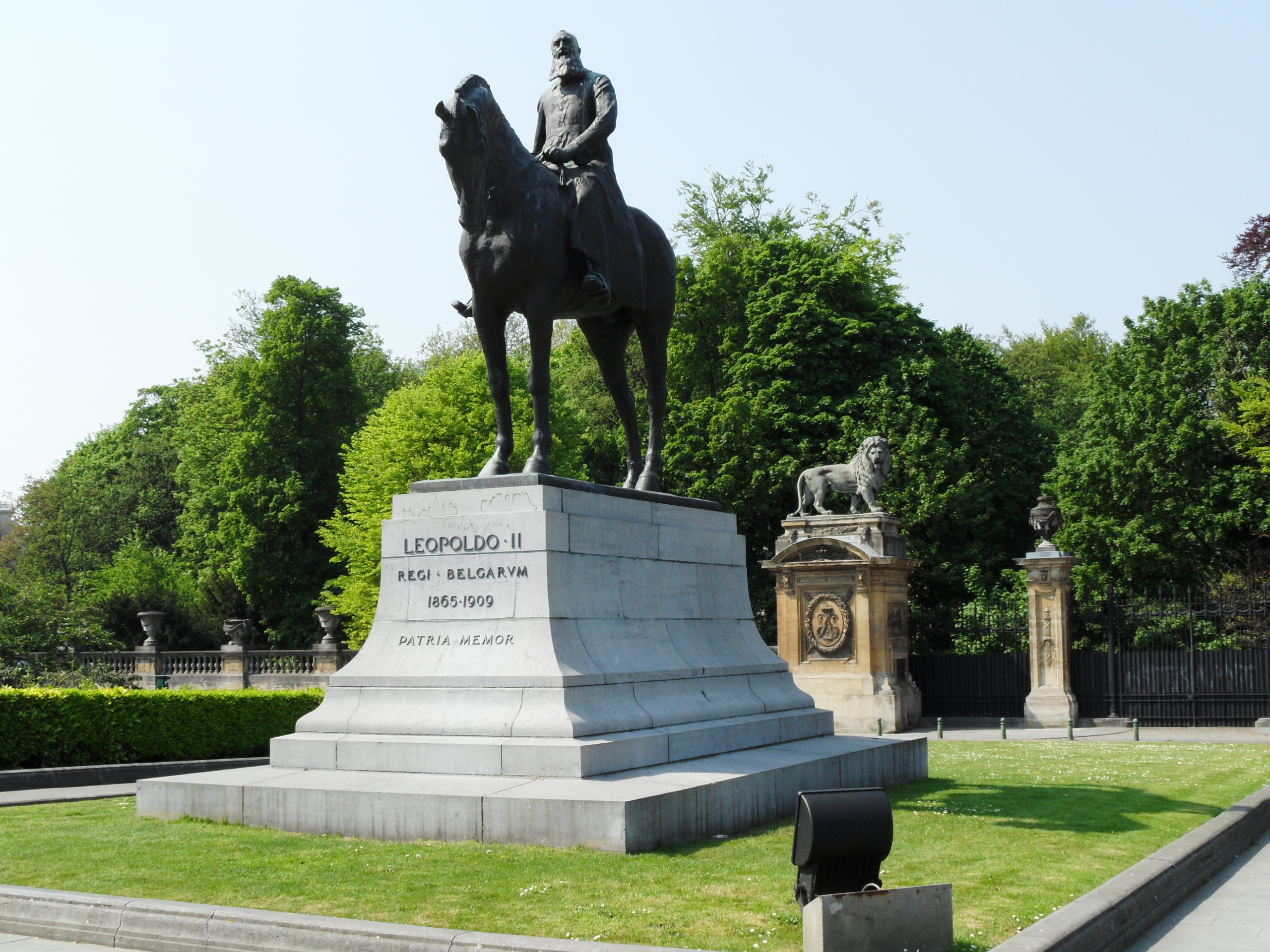
Конная статуя бельгийского короля Леопольда II, суверена Свободного государства Конго с 1885 по 1908 год, Тронная площадь в Брюсселе, Бельгия

### Бельгия
- Свободное государство Конго (с 1908 года Бельгийское Конго, сейчас Демократическая Республика Конго)
- Руанда-Урунди (включая современные Руанда и Бурунди, 1922-62)

### Франция

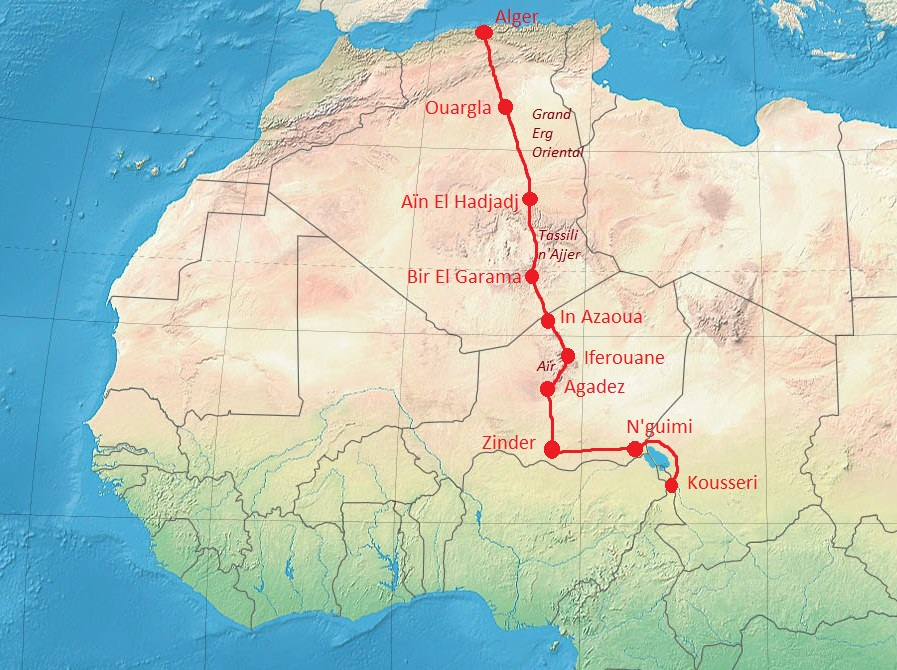
Военная экспедиция Фуро-Лами, отправленная из Алжира в 1898 году, чтобы завоевать Чадский бассейн и объединить все французские территории в Западной Африке.

| - Французская Западная Африка: - Мавритания - Сенегал - Альбреда (1681—1857, ныне часть Гамбии) - Французский Судан (ныне Мали, 1880—1958) - Французская Гвинея (ныне Гвинея) - Кот-д’Ивуар - Нигер - Французская Верхняя Вольта (ныне Буркина-Фасо) - Французская Дагомея (ныне Бенин) - Французское Того (1916-60, ныне Того) - Анклавы Форкадос и Баджибо (на территории современной Нигерии) | - Французская Экваториальная Африка: - Габон - Французский Камерун (1922-60) - Французское Конго (ныне Республика Конго) - Убанги-Шари (ныне Центральноафриканская Республика) - Чад | - Французская Северная Африка: - Французский Алжир - Французский протекторат Тунис - Французский протекторат Марокко - Территория Феццан (1943—1951) (администрация, предоставленная ООН после её завоевания Шарлем де Голлем) - Египет (собственность (1798—1801)) (Кондоминиум Франции и Великобритании) (1876—1882) | - Французская Восточная Африка: - Французский Мадагаскар - Коморы - Острова Эпарс - Французский берег Сомали (ныне Джибути) - Иль-де-Франс (1715—1810) (ныне Маврикий) |

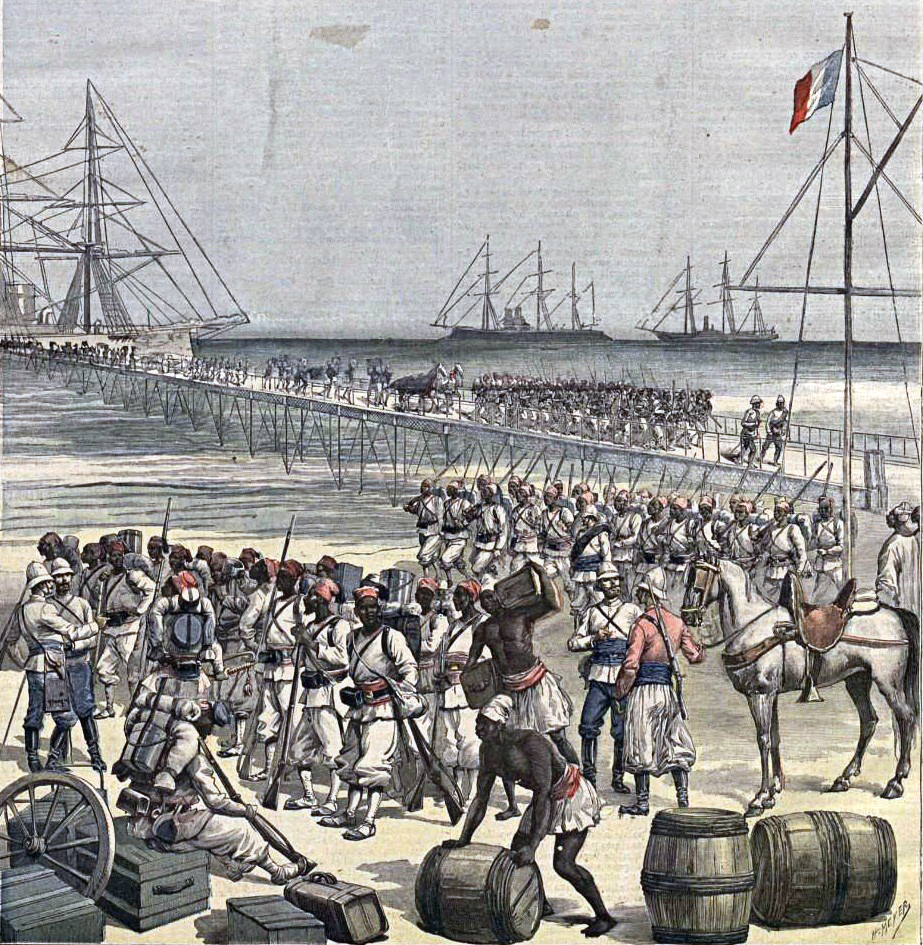
Сенегальские тиральеры во главе с полковником Альфредом Доддсом, завоевали Дагомею (современный Бенин) в 1892 году

### Германия
- Германский Камерун (ныне Камерун и часть Нигерии, 1884—1916)
- Германская Восточная Африка (ныне Руанда, Бурунди и большая часть Танзании, 1885—1919)
- Германская Юго-Западная Африка (ныне Намибия, 1884—1915)
- Германское Того (ныне Того и восточная часть Ганы, 1884—1914)

После Первой мировой войны владения Германии были разделены между Великобританией (которая заняла часть западного Камеруна, Танзании, западного Того и Намибии), Францией (которая захватила большую часть Камеруна и восточной части Того) и Бельгией (которая захватила Руанду и Бурунди)

### Италия
- Итальянская Эритрея
- Итальянское Сомали

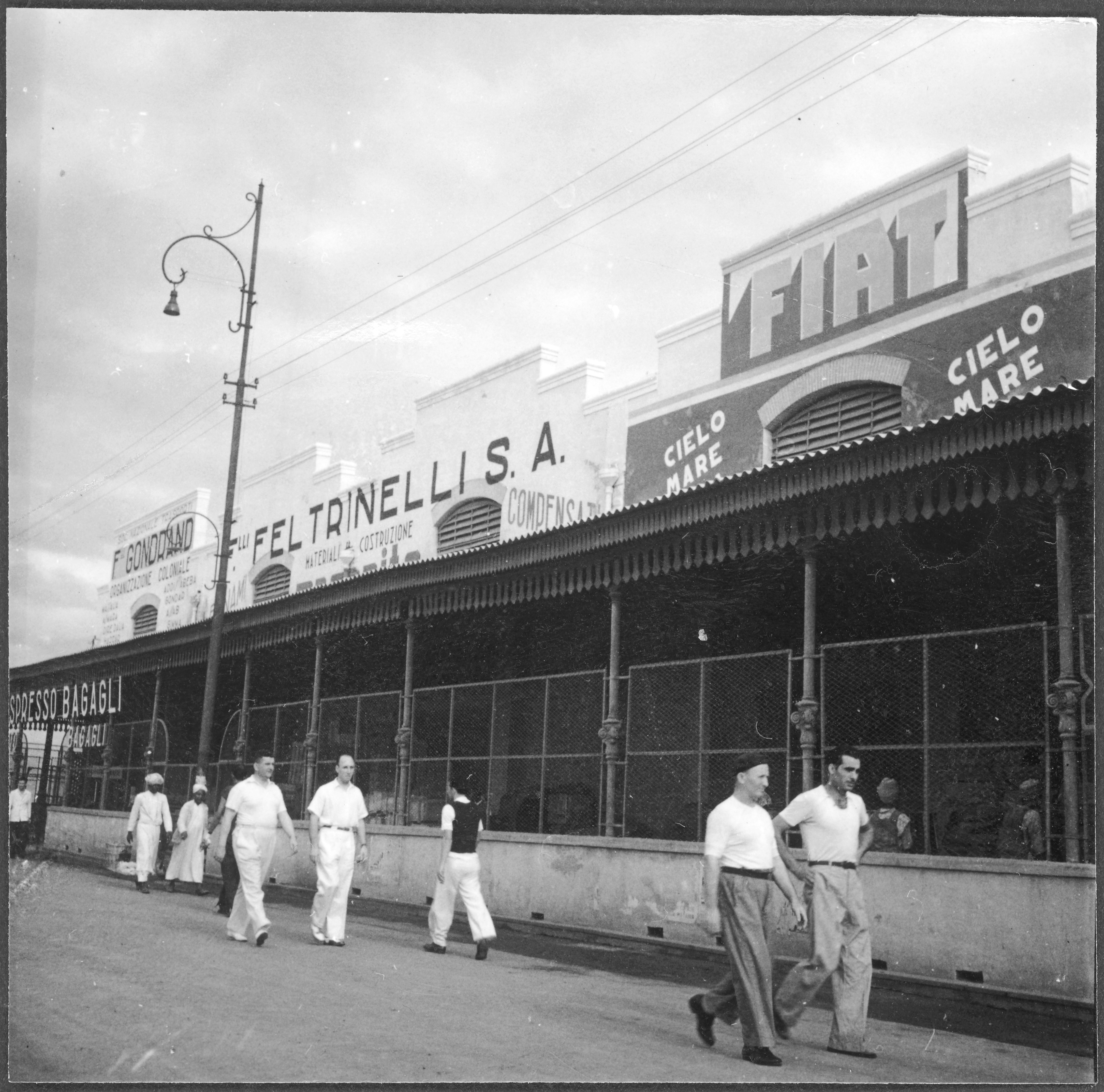
Итальянские поселенцы в Массауа

  - Транс-Джуба (присоединен к итальянскому Сомали в 1925 году)
- Ливия
  - Итальянская Триполитания
  - Итальянская Киренаика
  - Итальянская Ливия (с момента объединения Триполитании и Киренаики в 1934 году)

В межвоенный период Итальянская Эфиопия вместе с Итальянской Эритреей и Итальянским Сомали образовала Итальянскую Восточную Африку (A.O.I., «Africa Orientale Italiana», также определяемая фашистским правительством как L’Impero).

### Португалия

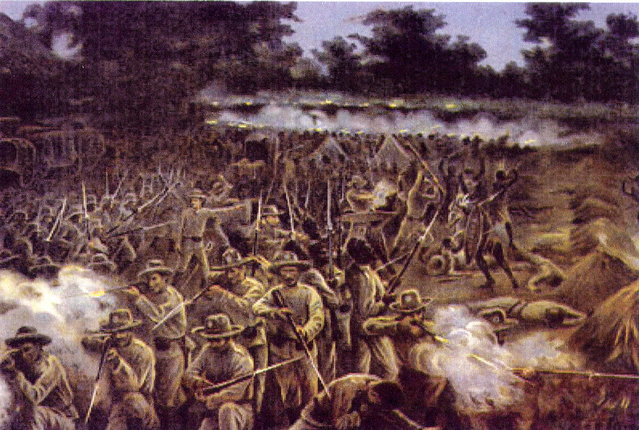
Марракуен, расположенный в Португальском Мозамбике, был местом решающей битвы между португальцами и королем Газы Гунгуньяна в 1895 году

| - Португальская Ангола (ныне Ангола) - Материковая Ангола - Португальское Конго (ныне провинция Кабинда в Анголе) - Португальский Мозамбик (ныне Мозамбик) - Португальская Гвинея (ныне Гвинея-Бисау) | - Португальское Кабо-Верде - Португальские Сан-Томе и Принсипи - Остров Сан-Томе - Остров Принсипи - Крепость Сан-Жуан-Батишта-де-Ажуда (ныне Вида, в Бенине) |

### Испания
| - Северное Испанское Марокко - Шефшауэн (Chauen) - Jebala (Yebala) - Kert - Loukkos (Lucus) - Rif | - Испанская Западная Африка - Ифни - Южное Испанское Марокко (Сектор Тарфая) - Испанская Сахара (ныне Западная Сахара) - Сегиет-эль-Хамра - Рио-де-Оро | - Испанская Гвинея (ныне Экваториальная Гвинея) - Биоко - Рио-Муни - Аннобон |  |

### Великобритания

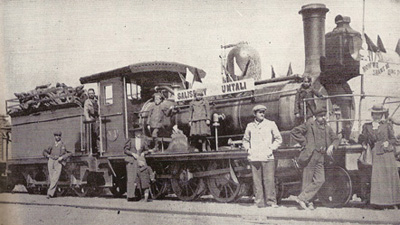
Открытие железной дороги в Родезии, 1899

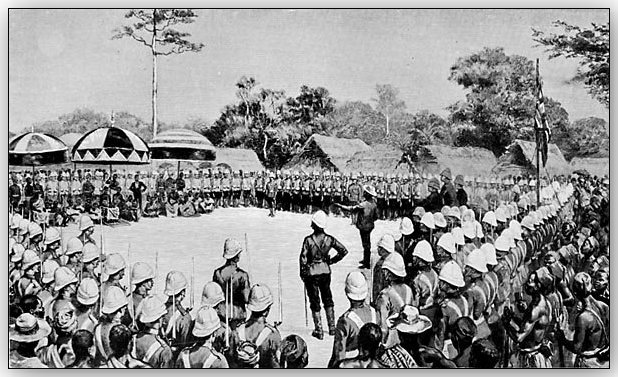
После Четвертой англо-ашантинской войны в 1896 году британцы провозгласили протекторат над королевством Ашанти.

Британцы были в первую очередь заинтересованы в поддержании безопасных линий связи с Индией, что привело к первоначальному интересу к Египту и Южной Африке. Как только эти две области были в безопасности, британские колонизаторы, такие как Сесил Родс, намеревались построить железную дорогу Кейп-Каир и эксплуатировать минеральные и сельскохозяйственные ресурсы. Контроль над Нилом рассматривался как стратегическое и коммерческое преимущество.
| - Британский Египет - Британская Киренаика (1943—1951, ныне часть Ливии) - Британская Триполитания (1943—1951, ныне часть Ливии) - Англо-Египетский Судан (1899—1956) - Британское Сомали (ныне часть Сомали) - Британская Восточная Африка: - Британская Кения - Британская Уганда - Танзания: - Танганьика (1919-61) - Занзибар | - Британский Маврикий - Бечуаналенд (ныне Ботсвана) - Южная Родезия (ныне Зимбабве) - Северная Родезия (ныне Замбия) - Британские Сейшелы - Британская Южная Африка - Южная Африка : - Трансвааль - Капская колония - Наталь - Колония Оранжевой реки - Юго-Западная Африка (с 1915 года, ныне Намибия) | - Британская Западная Африка - Колония и протекторат Гамбия - Сьерра-Леоне - Нигерия - Британское Того (1916-56, ныне часть Ганы) - Британский Камерун (1922-61, ныне часть Камеруна и Нигерии) - Золотой Берег (ныне Гана) - Ньясаленд (ныне Малави) - Басутоленд (ныне Лесото) - Свазиленд (ныне Эсватини) - Острова Святой Елены, Вознесения и Тристан-да-Кунья |

### Независимые государства
Либерия была единственной страной в Африке, которая была колонией и протекторатом Соединённых Штатов. Либерия была основана, колонизирована, учреждена и контролировалась Американским колонизационным обществом, частной организацией, созданной с целью переселения освобожденных афроамериканских и карибских рабов из Соединённых Штатов и с Карибских островов в 1822 году. Либерия провозгласила свою независимость от Американского колонизационного общества 26 июля 1847 года. Либерия — старейшая республика Африки и вторая по возрасту чёрная республика в мире (после Гаити). Либерия сохраняла свою независимость в течение этого периода, поскольку европейские державы рассматривали её либо как колонию, либо как протекторат Соединённых Штатов.
Эфиопия сохранила свою независимость от Италии после битвы при Адуа, которая привела к подписанию Аддис-Абебского договора в 1896 году. За исключением оккупации в период с 1936 по 1941 год вооруженными силами Бенито Муссолини, Эфиопия является старейшей независимой страной Африки.

### Международная зона (1923—1956)
Танжер, под совместным управлением Великобритании, Франции, Германии и (с 1928) Италии (сейчас часть Марокко).

### Связь с современными событиями

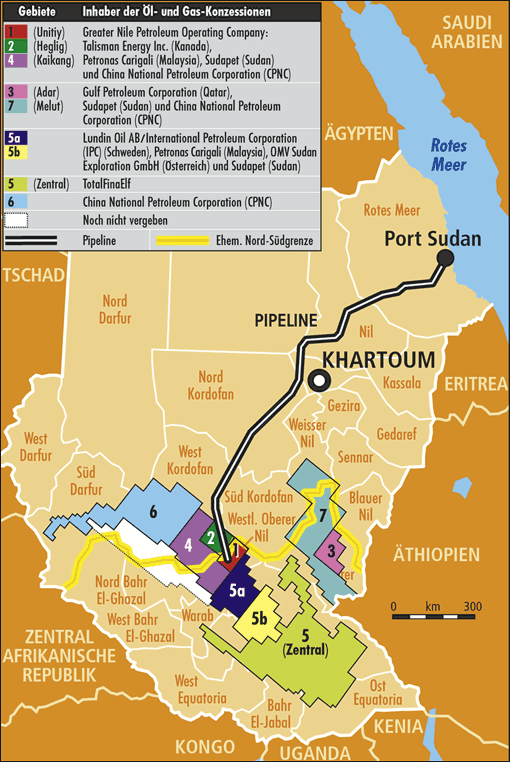
Нефтегазовые концессии в Судане — 2004

Антинеолиберальные ученые связывают старую борьбу с новой борьбой за Африку, совпадающей с появлением «афро-неолиберального» капиталистического движения в постколониальной Африке. Когда африканские страны начали обретать независимость после Второй мировой войны, их постколониальные экономические структуры оставались недиверсифицированными и линейными. В большинстве случаев основная часть экономики страны зависела от товарных культур или природных ресурсов. Эти ученые утверждают, что процесс деколонизации оставил независимые африканские страны во власти колониальных держав из-за структурно зависимых экономических отношений. Они также утверждают, что программы структурной перестройки привели к приватизации и либерализации многих африканских политических и экономических систем, принудительно вытеснив Африку на глобальный капиталистический рынок, и что эти факторы привели к развитию западных идеологических систем экономики и политики.

### Нефтедобывающие государства
В эпоху глобализации несколько африканских стран превратились в нефтегазовые государства (например, Судан, Камерун, Нигерия, Ангола). Это страны с экономическим и политическим партнерством между транснациональными нефтяными компаниями и правящим элитным классом в богатых нефтью африканских странах. За этот период многие страны вступили в неоимперские отношения с Африкой. Мэри Гилмартин отмечает, что «материальное и символическое присвоение пространства [является] центральным для имперской экспансии и контроля»; нации в эпоху глобализации, которые вкладывают средства в международный контроль над землёй, участвуют в неоимпериализме. Государственные нефтяные компании Китая (и других азиатских стран) вошли в высококонкурентный нефтяной сектор Африки. Китайская национальная нефтегазовая корпорация приобрела 40 % акций Greater Nile Petroleum Operating Company. Кроме того, Судан экспортирует 50-60 % добываемой внутри страны нефти в Китай, что составляет 7 % импорта Китая. Китай также покупал акции в африканских нефтяных месторождениях, инвестировал в развитие инфраструктуры, связанной с промышленностью, и приобретал континентальные нефтяные концессии по всей Африке.

## Карты

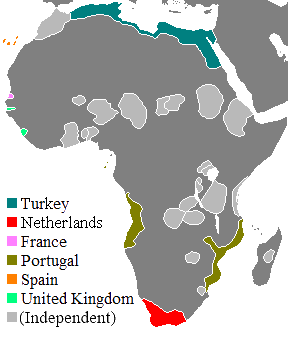
Африка в 1800 году
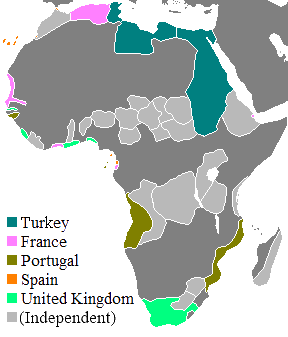
Африка в 1870 году
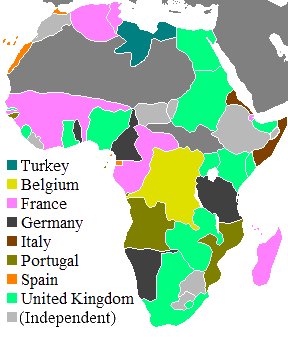
Африка в 1900 году
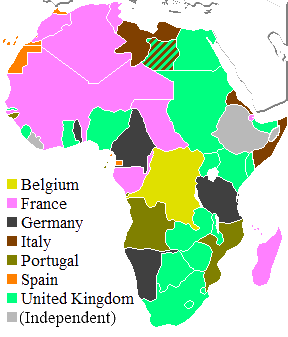
Африка в 1914 году
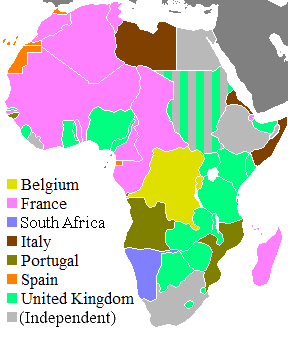
Африка в 1923 году
Африка в 1956 году. Начало освобождения республик

## Ключевые темы
- Берлинская конференция (1884)
- Фашодский кризис
- Англо-бурские войны
- Свободное государство Конго
- Восстание махдистов
- Первая итало-эфиопская война
- Геноцид племён гереро и нама
- Сесиль Родс

### Цитируемые работы
- Hochschild, Adam. King Leopold's Ghost: A Story of Greed, Terror, and Heroism in Colonial Africa. — London : Pan Books, 2006. — ISBN 978-0-330-44198-8.